# História da aviação

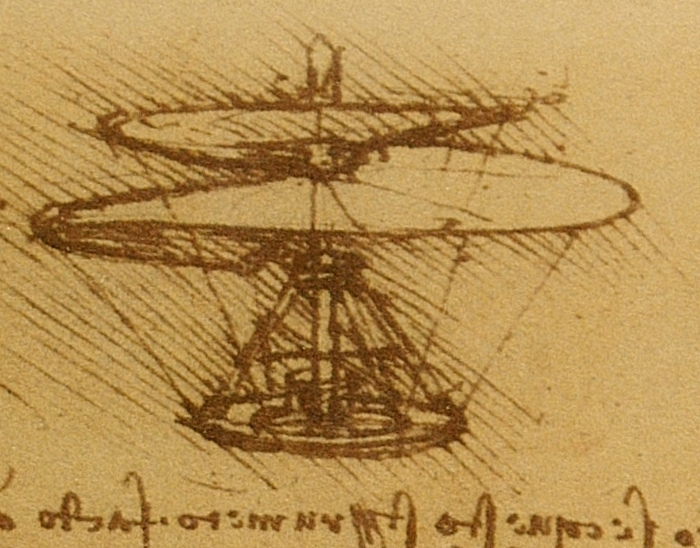
Helicóptero de Leonardo da Vinci.

A história da aviação remonta a tempos pré-históricos. O desejo de voar está presente na humanidade provavelmente desde o dia em que o homem pré-histórico passou a observar o voo dos pássaros e de outros animais voadores. Ao longo da história há vários registros de tentativas malsucedidas de voos. Alguns até tentaram voar imitando pássaros: usar um par de asas (que não passavam de um esqueleto de madeira e penas, imitando as asas dos pássaros), colocando-os nos braços e balançando-os.
Muitas pessoas acreditavam que voar fosse impossível, e que era um poder além da capacidade humana. Mesmo assim o desejo existia, e várias civilizações contavam histórias de pessoas dotadas de poderes divinos que podiam voar; ou pessoas que foram carregadas ao ar por animais voadores. A história moderna da aviação é complexa. Desenhistas de aeronaves esforçaram-se para melhorar continuamente suas capacidades e características tais como alcance, velocidade, capacidade de carga, facilidade de manobra, dirigibilidade, segurança, autonomia e custos operacionais, entre outros. Aeronaves passaram a ser feitas de materiais cada vez menos densos e mais resistentes. Anteriormente feitas de madeira, atualmente a grande maioria das aeronaves usa materiais compostos - como alumínio e fibras de carbono. Recentemente computadores têm contribuído muito no desenvolvimento de novas aeronaves e componentes.

## Século XVIII

### Antiguidade: Primeiros desenhos e teorias

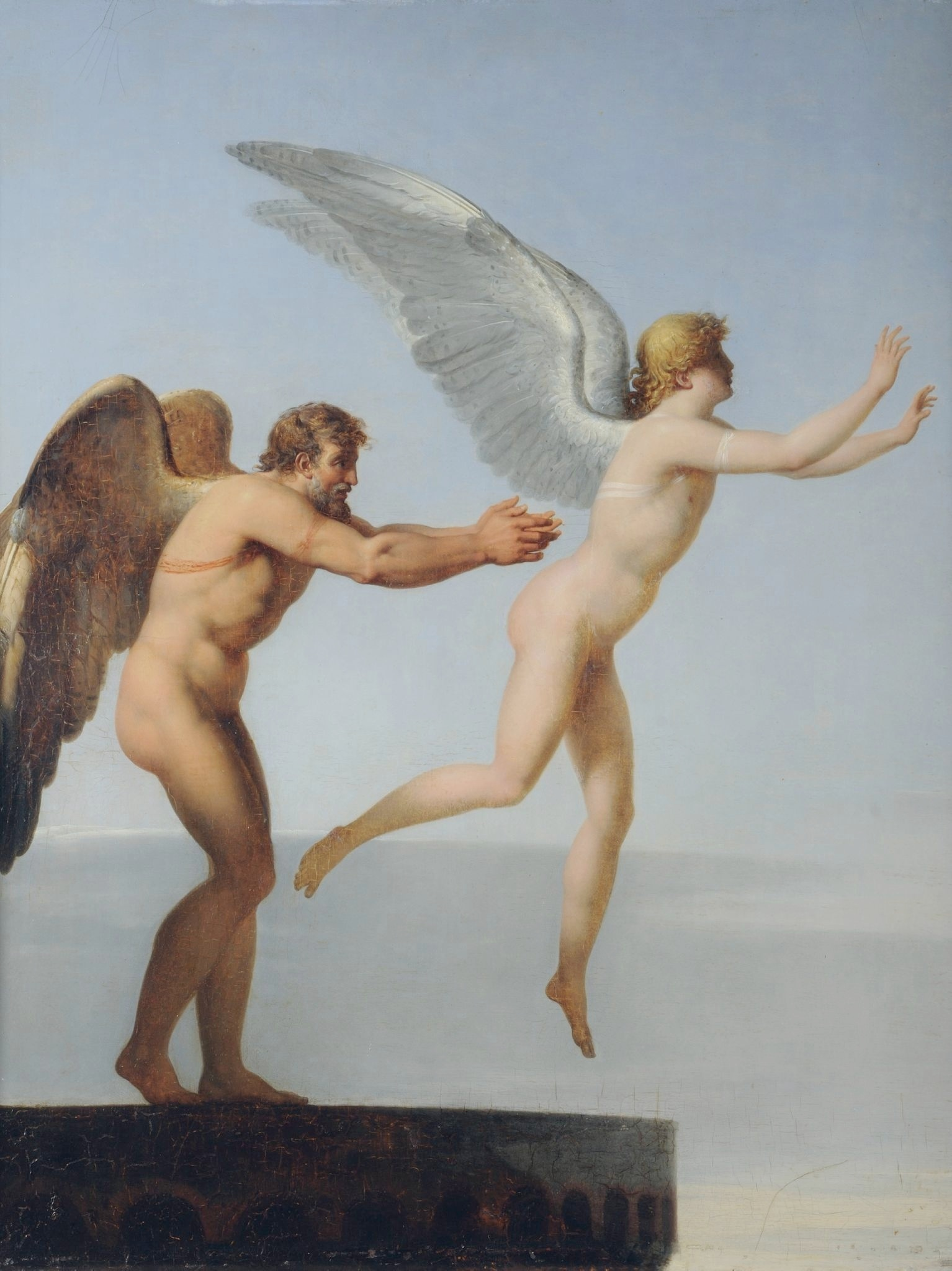
"Icarus e Daedalus" por Charles Paul Landon.

Acredita-se que por volta de 400 a.C. Archytas, um estudioso da Grécia Antiga, construiu um pombo de madeira capaz de "voar" por cerca de 180 metros. Acredita-se que este pombo utilizava um jato de ar para alçar voo, embora não se saiba o que produzia tais jatos. Archytas pode ter amarrado a ave a um braço mecânico giratório, ou por cordas, o que faria o pombo planar por um longo tempo no ar, controlando assim o voo do pássaro até que o jato acabasse. Este pombo de madeira seria a primeira máquina voadora que movimentava-se por meios próprios.
Por volta de 300 a.C. os chineses inventaram a pipa, bem como as técnicas de fazê-la "voar" no ar. Uma pipa é um tipo rudimentar de planador.
Por centenas de anos várias pessoas acreditaram que seus corpos voariam ou flutuariam no ar se eles usassem asas, colocando-as nos braços e balançando-os, tomando como exemplo o voo de animais capazes de voar como pássaros ou morcegos. Naturalmente todas as tentativas de voar usando tais apetrechos falharam, com diversas fatalidades ocorrendo nestas tentativas mal sucedidas de alçar voo com tais aeronaves de propulsão humana.

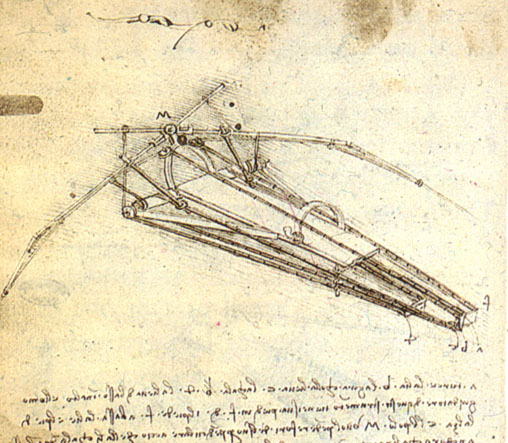
Ornitóptero de Leonardo da Vinci.

Em torno de 200 a.C., o matemático e inventor grego Arquimedes descobriu como os objetos flutuavam em líquidos. Conta-se que ele o descobriu em sua banheira e, encantado com sua descoberta (e nu), saiu pelas ruas de Siracusa exclamando Εύρηκα! ("Eureca!", que significa "Eu descobri!"). Em 1290 o monge inglês Roger Bacon escreveu que o ar, como a água, tinha algumas características de sólidos. Bacon estudou as ideias de Arquimedes e chegou à conclusão que, se as pessoas pudessem construir uma máquina que tivesse as características adequadas, o ar iria suportar a máquina assim como a água suporta um navio.
Muito provavelmente foi o artista e inventor italiano Leonardo da Vinci a primeira pessoa a se dedicar seriamente a projetar uma máquina capaz de voar carregando um ser humano. Tais máquinas eram planadores e ornitópteros: máquinas que usavam o mesmo mecanismo usado por pássaros para voar - através do movimento constante das asas para cima e para baixo. Da Vinci nunca construiu tais máquinas mas seus desenhos ficaram preservados e, posteriormente, já no século XIX e século XX um de seus desenhos - um planador - foi considerado notável. Em um estudo recente um protótipo baseado no desenho deste planador foi criado e, de fato, seria capaz de planar. Porém ao interpretar o desenho do planador, algumas ideias modernas de aerodinâmica foram também utilizadas pelos pesquisadores. Mesmo assim este desenho é considerado o primeiro esboço sério de uma aeronave tripulada.
Em Portugal, João Torto, natural da Beira, barbeiro, astrólogo, e mestre de primeiras letras, com "carta de sangrador" do Hospital de Santo António em Viseu, construiu umas asas de pano e, a 20 de junho de 1540, teve permissão para lançar-se do alto da torre da Sé de Viseu, com o objetivo de aterrar no Campo de São Mateus. Chegou a planar alguns metros e a pousar no telhado da capela de São Luís, mas acabou por cair à rua, e perder a vida.

## Século XVIII - Século XIX

### Aeronaves mais leves do que o ar

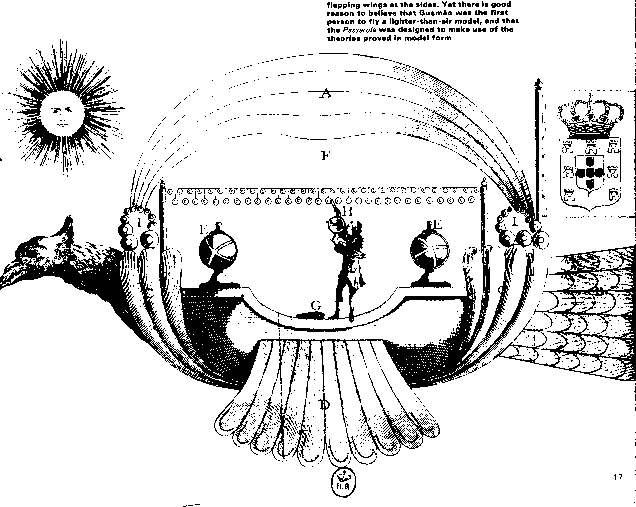
A "Passarola" de Bartolomeu de Gusmão.

O primeiro voo bem-sucedido de um balão de ar quente foi o da passarola construída por Bartolomeu de Gusmão, um luso-brasileiro nascido no Brasil colonial que alçou voo em 8 de agosto de 1709 na corte de Dom João V de Portugal, em Lisboa. A experiência teria falhado apesar do invento ter se elevado acima do solo durante alguns momentos. Não sobreviveram descrições detalhadas do aparelho, mas alguns desenhos fantasiosos da excêntrica aeronave estão impressos no periódico Wienerische Diarium de 1709. Segundo uma crônica do período o aparelho consistia em "um globo de papel grosso, metendo-lhe no fundo uma tigela com fogo", e teria voado por "mais de vinte palmos". No entanto a passarola possuiu pouca ou nenhuma influência nos desenvolvimentos bem-sucedidos da aviação que viriam posteriormente.
O primeiro estudo de aviação publicado foi "Sketch of a Machine for Flying in the Air" (Rascunho de uma Máquina para Voar), de Emanuel Swedenborg, publicado em 1716. Essa máquina voadora consistia em uma fuselagem e duas grandes asas que se movimentariam no eixo horizontal da aeronave, gerando assim o empuxo necessário para a sustentação da aeronave. Swendeborg sabia que tal aeronave jamais voaria, mas disse que problemas existentes no desenho seriam futuramente resolvidos. Disse:
| “ | Parece mais fácil falar de uma máquina capaz de voar do que construir uma capaz de alçar voo, porque isto requer o uso de maior quantidade de força do que o homem é capaz de gerar, e menos peso que existe em um corpo humano. A ciência mecânica talvez possa ajudar, com uma forte barra em espiral. Se estes requisitos forem cumpridos, talvez um dia saberemos melhor como usar este desenho e assim realizar as melhorias necessárias para tentar cumprir o que nós, atualmente, apenas conseguimos descrever. Temos provas suficientes e exemplos na natureza que voar sem perigo é possível, embora quando as primeiras tentativas sejam feitas, possivelmente teremos que pagar pela experiência, com um braço ou uma perna [quebrada]. | ” |

A "forte barra em espiral" descrita por Swedenborg é o que atualmente chamamos de hélice. Swedenborg sabia que a sustentação e a maneira de gerar a tal sustentação seriam indispensáveis para a criação de uma aeronave capaz de voar por meios próprios.

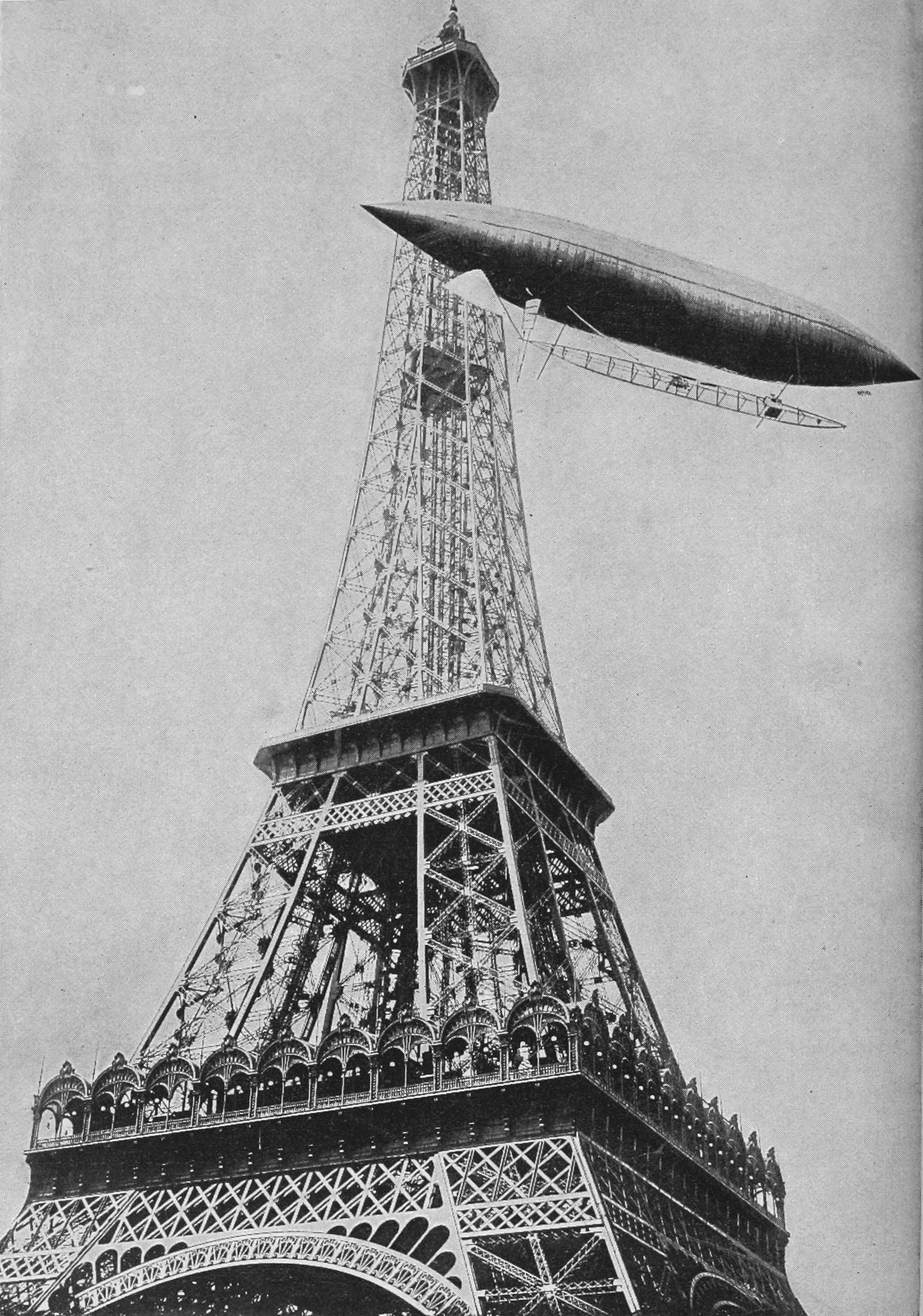
Santos Dumont contornando a Torre Eiffel em 1901, com o dirigível Santos-Dumont Nº 6, manobra necessária para ganhar o Prêmio Deutsch. Foto cortesia da Smithsonian Institution SI Neg. No. 85-3941).

O segundo voo humano de que se tem notícia foi realizado em Paris, em 1783 (o primeiro foi o do padre luso-brasileiro Bartolomeu de Gusmão). Um doutor, Jean-François Pilâtre de Rozier, e um nobre, François Laurent d'Arlandes, fizeram um voo livre numa máquina: eles voaram por oito quilômetros em um balão de ar quente inventado pelos irmãos Montgolfier, fabricantes de papel. O ar dentro da câmara de ar do balão era aquecido por uma fogueira de madeira. O curso a ser tomado por tal balão era incontrolável, ou seja, voava onde quer que o vento o levasse. Esse balão, por ser pesado, alcançou uma altura máxima de apenas 26 metros. Os irmãos Montgolfier continuariam a fabricar outros balões. Os voos bem-sucedidos dos balões dos Montgolfier fizeram com que o balonismo se tornasse muito comum na Europa ao longo do século XVIII. Balões permitiram o aprofundamento nos conhecimentos da relação entre altitude e a atmosfera. Inclusive Napoleão Bonaparte cogitou usar balões numa possível invasão francesa à Inglaterra, embora este uso não tenha sido concretizado.
Outros inventores passaram a substituir o ar quente por hidrogênio que é um gás mais leve do que o ar, mas mais perigoso pois tal gás explode com facilidade. Mesmo assim, o curso de tais balões não podiam ser controlado, e somente a altitude continuou a ser controlável pelos aviadores.
No século XIX, em 1852, o dirigível foi inventado. O dirigível é uma máquina mais leve do que o ar com a diferença que, ao contrário do balão, seu curso poder ser controlado através do uso de lemes e de motores. O primeiro voo controlado em um dirigível aconteceu ainda no mesmo ano. Esse dirigível, inventado e controlado por Henri Giffard voou 24 km, na França, usando um motor a vapor. Ao longo do fim do século XIX e nas primeiras décadas do século XX, o dirigível foi uma opção séria e confiável de transporte. O dirigível chegou, inclusive, a ser usado na Primeira Guerra Mundial para efetuar bombardeios.

## Século XIX

### Planadores

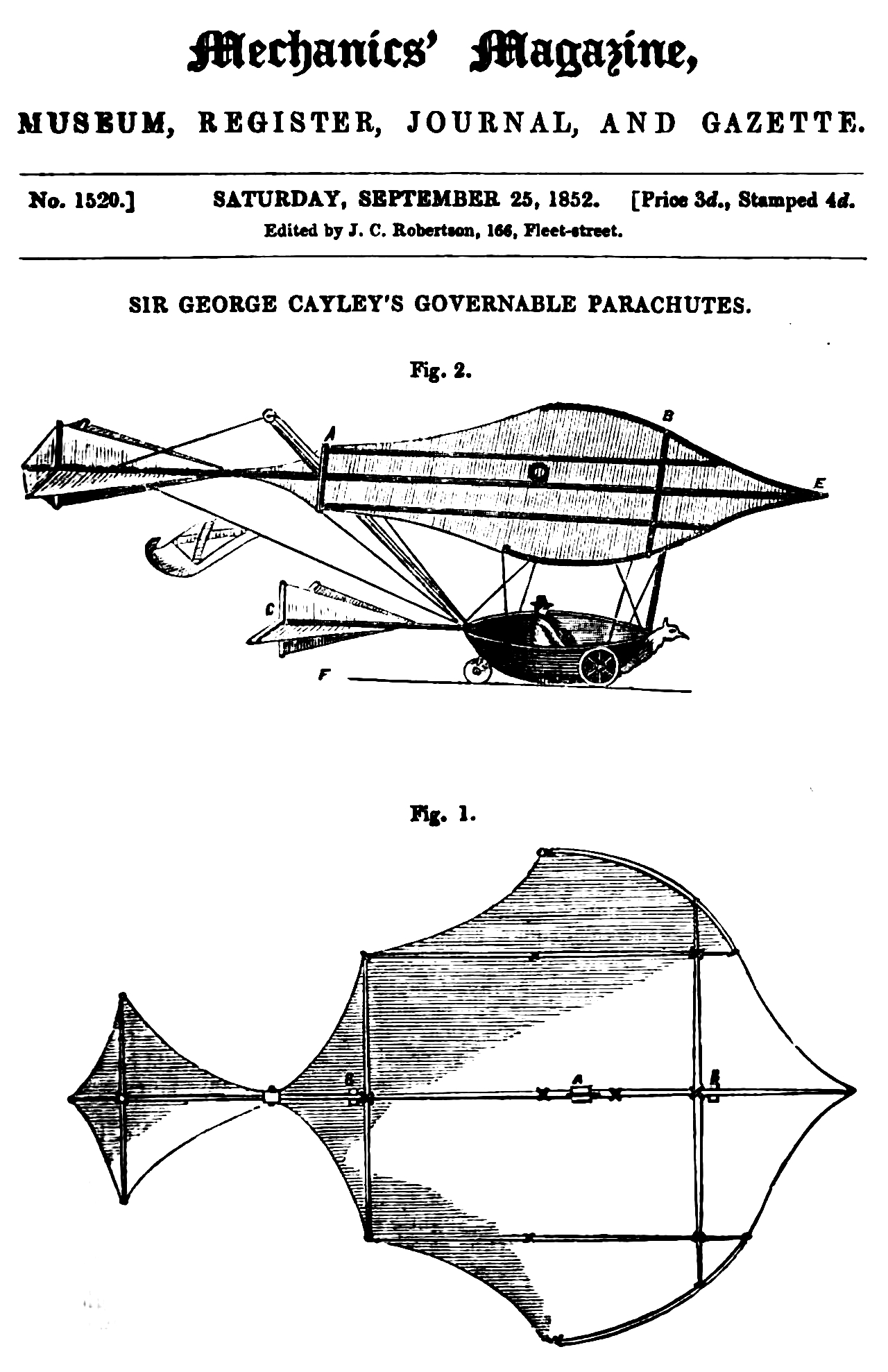
O planador controlável de George Cayley.

Com a invenção do balão e do dirigível, os inventores passaram a tentar criar uma máquina mais pesada do que o ar que fosse capaz de voar por meios próprios.

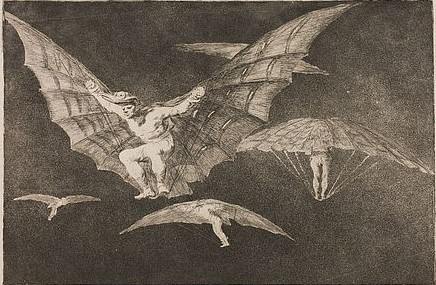
Goya y Lucientes (1815-1816).

Primeiramente vieram os planadores, máquinas capazes de sustentar voo controlado por algum tempo. Em 1799 o inventor inglês George Cayley desenhou um planador relativamente moderno que tinha uma cauda para controle, e o local onde o piloto ficava dentro da aeronave abaixo do centro de pressão, dando assim estabilidade à aeronave. Cayley construiu um protótipo e fez seus primeiros voos planados em 1804, sem passageiro. Durante as cinco décadas seguintes, Cayley trabalhou no seu protótipo tempo durante o qual ele deduziu muitas das leis básicas de aerodinâmica. Em 1853 um amigo de Cayley fez um voo planado de curta duração em Brompton-by-Sawdon, Inglaterra. Cayley é considerado atualmente o fundador da ciência física de aerodinâmica, tendo sido a primeira pessoa a descrever uma aeronave de asa fixa propulsionada por motores.
Na mesma época Francis Wenham tentou construir uma série de planadores mas não teve sucesso. Porém em seus esforços Wenham descobriu que a maior parte da sustentação de um pássaro parecia ser gerada na frente, e Wenham concluiu que asas finas, longas e fixas - semelhante às asas dos aviões dos dias atuais - seriam mais eficientes do que asas baseadas em pássaros e morcegos. Seu trabalho foi apresentado à recém-criada The Aeronautical Society of Great Britain, em 1866, e Wenham decidiu provar suas ideias construindo o primeiro túnel de vento do mundo, em 1871. Os membros da Aeronautical Society fizeram uso do túnel, e ficaram surpresos e encantados com o resultado: asas fixas geravam sensivelmente mais sustentação do que os cientistas haviam previsto. Este experimento claramente demonstrou que a construção de máquinas mais pesadas do que o ar era possível, o problema era como gerar o empuxo necessário para movimentar a aeronave para frente (visto que aeronaves de asa fixa precisam de um fluxo de ar constante passando pelas asas) e como seria feito o controle da aeronave em voo.

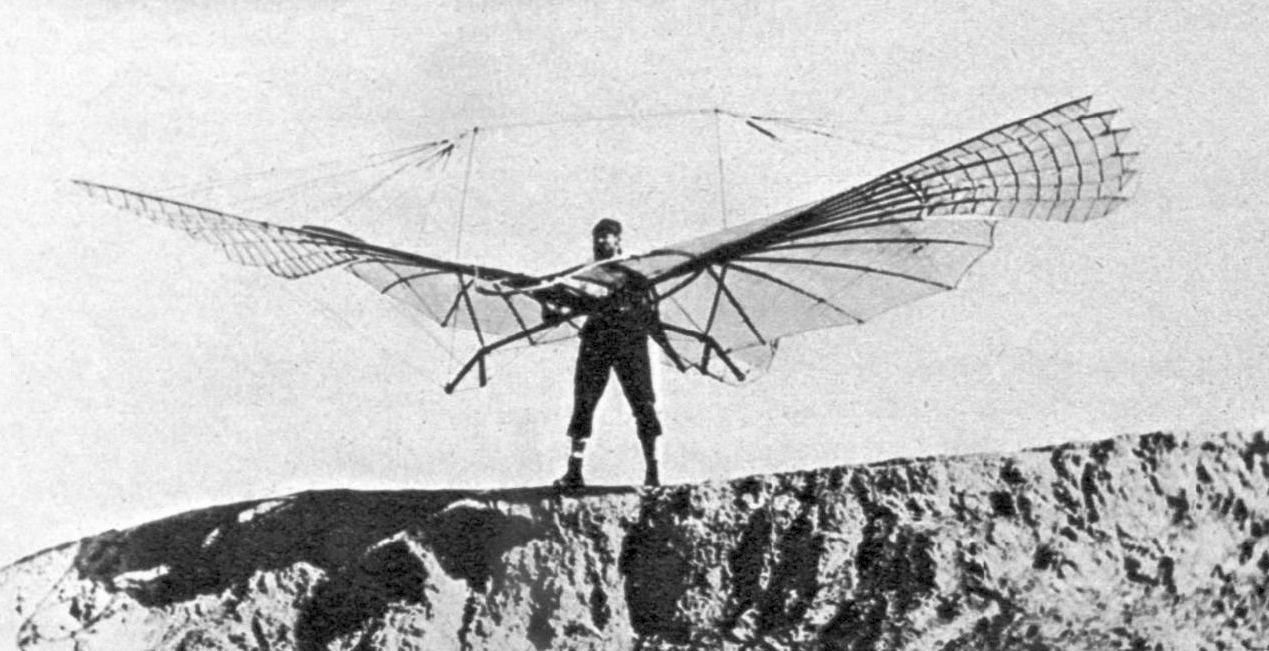
Otto Lilienthal, uma das primeiras pessoas a planar em uma máquina mais pesada do que o ar.

A década de 1880 foi tempo de estudos intensos, caracterizados pelos gentleman scientists (cientistas cavalheiros), que fizeram a maior parte das pesquisas na área da aeronáutica. Começando na década de 1880, um incontável número de avanços foram feitos, que levaram aos primeiros verdadeiros e práticos planadores. Três nomes em particular continuam bem conhecidos no mundo da aviação: Otto Lilienthal, Percy Pilcher e Octave Chanute.
Um dos primeiros planadores modernos a serem construídos, nos Estados Unidos, foi construído por John Joseph Montgomery, que voou em sua máquina em 28 de agosto de 1883, em voo controlado. Porém somente muito posteriormente os trabalhos de Montgomery tornar-se-iam conhecidos. Anteriormente, na Europa, Jean-Marie Le Bris efetuou um voo em 1856. Outro planador foi construído por Wilhelm Kress em 1877, em Viena.
O alemão Otto Lilienthal continuou com o trabalho de Wenham, tendo-o melhorado bastante por volta de 1874, e publicou toda sua pesquisa em 1889. Otto Lilienthal também produziu uma série de planadores de qualidade, e em 1891 Lilienthal foi capaz de fazer voos sustentados por mais de 25 metros consistentemente, ao contrário de antigas tentativas que apresentavam resultados instáveis. Lilienthal rigorosamente documentou todo seu trabalho através inclusive de fotografias e, por esta razão, Lilienthal é o mais conhecido dos antigos pioneiros da aviação. Lilienthal também promoveu a ideia de "pule antes que você alce voo", sugerindo que pesquisadores deveriam começar com planadores e para somente então tentar trabalhar em um avião, ao invés de desenhar tal avião diretamente no papel e esperar que tal desenho funcionasse.
Lilienthal fez vários voos bem-sucedidos até 1896, ano de sua morte, em seu planador, o Lilienthal Normalsegelapparat. Otto Lilienthal é por isso considerado a primeira pessoa a fazer um voo planado controlado, na qual é o piloto que controla a aeronave. No ano da morte de Lilienthal, em 1896, estima-se que ele tenha realizado cerca de 2 500 voos em diversas máquinas voadoras. Lilienthal morreu em um acidente aéreo em 9 de outubro, causado por um vento lateral repentino (conhecido atualmente como vento de través), que rompeu a asa de sua aeronave em pleno voo de planeio, e fez com que Lilienthal caísse de uma altura de 17 metros e quebrasse sua espinha dorsal. Suas últimas palavras, antes de morrer no dia seguinte, foram:
| “ | Opfer müssen gebracht werden ("Sacrifícios precisam ser feitos"). | ” |

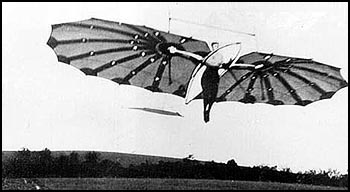
Falcão: o planador de Percy Pilcher.

Lilienthal então estava trabalhando em busca de pequenos motores adequados para equipar suas aeronaves, buscando criar uma aeronave mais pesada do que o ar capaz de alçar voos por meios próprios.
Octave Chanute continuou o trabalho de Lilienthal na área de planadores. Chanute criou vários planadores e fez várias melhorias em suas aeronaves. No verão de 1896, ele fez vários voos em diversos de seus planadores em Miller Beach, Indiana, e eventualmente Chanute decidiu que o melhor deles era um biplano. Como Lilienthal, Chanute documentou detalhadamente seu trabalho, e também fotografou suas máquinas e experimentos. Chanute, além disso, também ocupava boa parte de seu tempo correspondendo-se com outras pessoas que possuíam os mesmos interesses, entre elas Percy Pilcher.
Chanute estava particularmente interessado em solucionar um problema: como fornecer estabilidade à aeronave quando esta estivesse em voo. Tal estabilidade é realizada naturalmente em pássaros, mas teria que ser realizada manualmente pelos humanos. Dos vários problemas relacionados com a estabilidade de uma aeronave em voo, o mais desconcertante deles era a estabilidade longitudinal, por que o ângulo de ataque de uma asa fazia com que o centro de pressão da aeronave a movesse para frente, e fizesse com que o ângulo da aeronave aumentasse ainda mais.

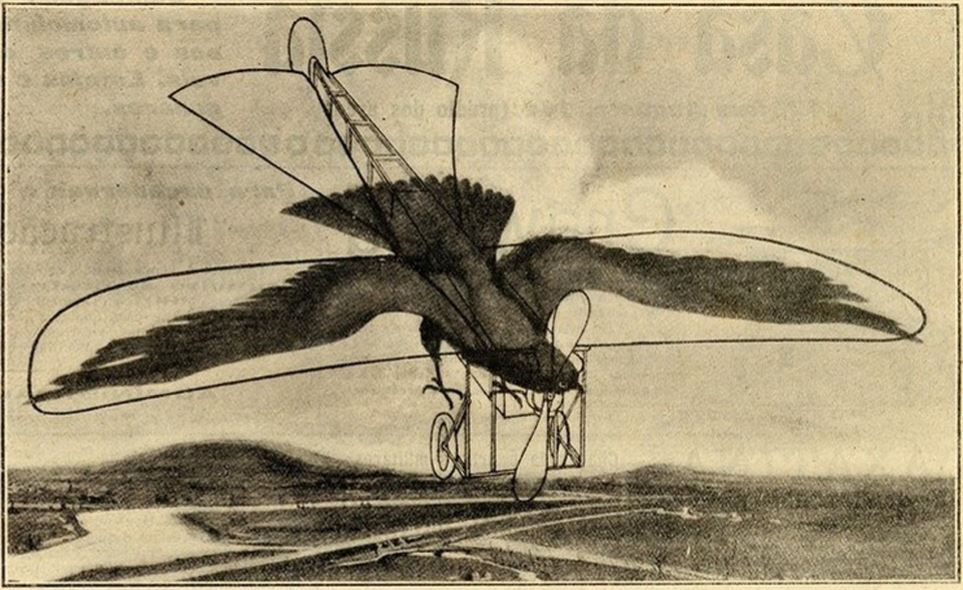
Estudo comparativo do vôo das aves

### Aviões

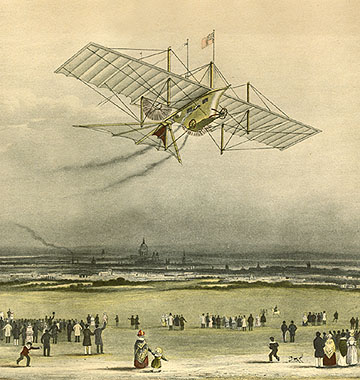
Aerial steam carriage ("carruagem aérea a vapor"). Ilustração criativa de William Henson e John Stringfellow.

No século XIX algumas tentativas foram feitas para produzir um avião que decolasse por meios próprios. Porém, a maioria deles era de péssima qualidade, construídos por pessoas interessadas em aviação, mas que não tinham os conhecimentos dos problemas discutidos por Lilienthal e Chanute.
Em 1843, William Henson, um inventor inglês, fez a primeira patente de uma aeronave equipada com motores, hélices e uma asa fixa, ou seja, de um avião. Porém, o protótipo construído com base nos desenhos de Henson foi malsucedido, e Henson desistiu de seu projeto. Em 1848, seu amigo John Stringfellow construiu uma pequena aeronave baseada nos desenhos de Henson. A aeronave construída por Stringfellow obteve sucesso em certos aspectos, podendo decolar por meios próprios. Porém, decolava apenas sem o piloto, e podia voar apenas por uma questão de dois ou três segundos.

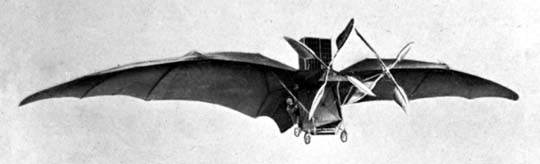
O Avion III de Clément Ader.

Em 1890, Clément Ader, um engenheiro francês, construiu um avião que ele nomeou Eole, que era equipado com um motor a vapor (ver: Aeronave a vapor). Ader conseguiu decolar no Eole, mas não conseguiu controlar a aeronave, nem mantê-la no ar. Mesmo assim, Ader considerou os resultados de seu teste animadores, e imediatamente construiu uma aeronave maior, que tomou cinco anos para ser construída. Porém, seu novo avião, o Avion III, era pesado demais e nunca foi capaz de decolar.
À época, Hiram Maxim, um americano que naturalizou-se como cidadão britânico, estudou uma série de desenhos na Inglaterra, eventualmente construindo um monstruoso avião (para os padrões da época). Era um biplano equipado com dois motores a vapor, cada um capaz de gerar 180 cv de força. Maxim construiu a aeronave para estudar os problemas básicos de aerodinâmica e potência. Maxim observou que a aeronave, sem equipamentos que ajudassem a obter seu controle, seria insegura e perigosa em qualquer altitude e ele construiu então uma pista especial composta de trilhos (sobrepostos no início para que ela não levantasse voo), para realizar seus testes. Os primeiros testes foram realizados em busca de problemas. Em 31 de julho de 1894, Maxim começou a fazer a série de testes para valer. Ele alinhava sua aeronave na pista e aplicava potência aos motores, aumentando a potência aplicada em cada teste. Os dois primeiros testes mostraram resultados razoáveis. A aeronave conseguiu "pular" nos trilhos por um ou dois segundos. Mas ele não voou. No terceiro teste, em uma tarde, foi aplicada potência máxima aos motores da aeronave, que após ter alcançado 68 km/h, e percorrido 183 metros, produziu tanta sustentação que saiu dos trilhos, tendo decolado e alçado voo. Após percorrer 61 metros, a aeronave chocou-se com o solo. Maxim somente voltou a fazer novos testes na década de 1900, usando motores a gasolina, e aeronaves menores. Outro pioneiro foi Samuel Pierpont Langley, um cientista americano. Após uma carreira bem-sucedida em astronomia, Langley começou a estudar seriamente aerodinâmica no que é atualmente a Universidade de Pittsburgh. Em 1891, Langley publicou Experiments in Aerodynamics (Experimentos em Aerodinâmica), com sua pesquisa, e então Langley dedicou-se a desenhar e construir aeronaves baseadas em sua pesquisa. Em 6 de maio de 1896, um protótipo construído por Langley fez o primeiro voo bem-sucedido de uma aeronave mais pesada do que o ar. O nome da aeronave era Aerodrome No. 5 (Aeródromo Número 5). O avião voou por aproximadamente mil metros, a uma velocidade de 40 km/h. Em 28 de novembro outro voo bem-sucedido foi feito por Langley, com o modelo Aerodrome No.6. Este conseguiu voar por 1 460 metros. Porém, o avião decolara sem tripulantes.
Com os sucessos destes voos-testes, Langley decidiu construir um avião que seria capaz de voar pilotado por uma pessoa. Langley começou a procurar investidores dispostos a investir em sua nova máquina. O governo americano eventualmente forneceu 50 mil dólares a Langley, talvez por causa do início da Guerra Hispano-Americana. Langley construiu então o Aerodrome A, e passou a realizar testes em uma versão menor desta aeronave, a Quarter-scade Aerodrome - um protótipo que tinha um quarto do tamanho da aeronave original - sem tripulantes. O protótipo voou duas vezes, em 18 de junho de 1901. Em 1903, o protótipo fez mais algumas decolagens bem-sucedidas.
Com o desenho básico da aeronave aparentemente aprovado nos testes, Langley acreditava que o Aerodrome A estava pronto para ser testado com um tripulante a bordo. Langley então começou a buscar por um motor adequado ao seu avião Aerodrome A. Ele contratou Stephen Balzer para a construção deste motor. Langley ficou desapontado quando viu que tal motor gerava apenas 8 cv de força, ao invés dos 12 cv que ele esperava. Um assistente de Langley, Charles Manly, então refez o desenho do motor, transformando-o em um motor com 5 cilindros, refrigerado a água, que produzia até 52 cv e 950 rpm.

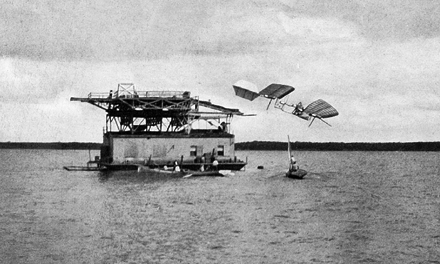
Primeiro fracasso do "Large Aerodrome A" de Samuel Pierpont Langley, Rio Potomac, 7 de outubro de 1903.

Em 7 de outubro e em 8 de dezembro de 1903, Langley, ao comando da Aerodrome A, tentou fazer com que seu avião decolasse. Realizou suas tentativas de decolagem em um navio no Rio Potomac, e utilizou uma catapulta para fornecer o empuxo necessário para a decolagem. Porém, para a infelicidade de Langley, seu avião era muito frágil. Simplesmente produzindo uma cópia maior de suas aeronaves-testes resultou em um desenho que era pesado e frágil demais. Foram realizados no total dois testes. Em ambas as tentativas, a aeronave acabou por chocar-se com a água logo após sua decolagem. Eventualmente, os fundos monetários de Langley esgotaram-se. Tentativas em arrecadar mais fundos falharam, e seus esforços terminaram. Além do mais, o avião de Langley não dispunha de controle longitudinal, nem de trem de pouso - por isto mesmo sendo os testes realizados sobre o rio. Mesmo assim, Langley foi reconhecido pela Smithsonian Institution, uma instituição educacional sediada em Washington, D.C., onde Langley anteriormente trabalhara, como o inventor do avião - isto porque Glenn Hammond Curtiss posteriormente faria várias modificações na Aerodrome A de Langley, na década de 1910, e conseguiria alçar voo com ela.
Enquanto isto, no Reino Unido, Percy Pilcher quase se tornou a primeira pessoa a alçar voo em um avião. Pilcher construiu vários planadores, The Bat (O Morcego), The Beetle (O Besouro), The Gull (O Mosquito) e a The Hawk (O Gavião). Pilcher alçou voo em todos eles, obtendo sucesso em suas tentativas. Em 1899, Pilcher construiu um protótipo, um avião equipado com um motor a vapor. Porém, Pilcher morreu em um acidente aéreo, em um planador, não tendo testado o seu protótipo. Seus trabalhos ficaram esquecidos por vários anos, e somente recentemente seus estudos despertaram interesse na comunidade científica. Estudos mais recentes indicaram que tal aeronave seria capaz de alçar voo por meios próprios, e com um tripulante a bordo.

## Século XX

### A "Era Pioneira" (1900-1914)

#### Irmãos Wright
|                                                   |  |  |
| Orville Wright e Wilbur Wright, os Irmãos Wright. |  |  |

Durante a década de 1890 os Irmãos Wright tornaram-se obcecados pela aviação, especialmente com a ideia de fabricar e voar em uma aeronave motorizada mais pesada do que o ar. À época eles administravam uma fábrica de bicicletas em Dayton, Ohio, Estados Unidos. Os irmãos Wright passaram a ler e estudar livros e documentos relacionados com aviação. Seguindo o conselho de Lilienthal, os irmãos Wright passaram a fabricar planadores em 1899. Na virada do século já estavam realizando seus primeiros voos bem-sucedidos em planadores, em Kitty Hawk, Carolina do Norte. A região de Kitty Hawk foi escolhida para tais voos por causa dos ventos constantes e intensos, facilitando assim o planeio. Além disso, a região dispunha de um solo macio, arenoso, que amortecia os pousos.

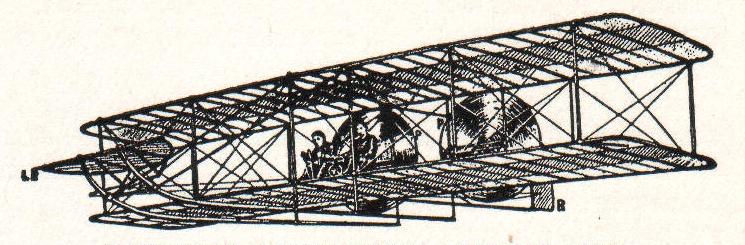
Desenho do aeroplano dos irmãos Wright.

Após a realização de vários testes e voos de planeio, os irmãos Wright decidiram tentar fabricar um avião mais pesado do que o ar, em 1902. Foram a primeira equipe de desenhistas a realizar testes sérios para tentar solucionar problemas aerodinâmicos, controlabilidade e de potência que afligiam os aviões fabricados naquela época. Para um voo bem-sucedido, a potência do motor e o controle da aeronave seriam essenciais, e precisariam ser bem controlados ao mesmo tempo. Os testes foram difíceis, mas os irmãos Wright perseveraram. Eventualmente, eles fabricaram um motor com a potência desejada, e solucionaram os problemas do controle de voo, através da técnica de deformação da asa - pouco usada na história da aviação, mas que funcionava nas baixas velocidades que o protótipo voaria.
O avião fabricado pelos irmãos Wright foi um biplano batizado de Flyer (Voador). O piloto ficava deitado na asa inferior do avião. O motor localizava-se à direita do piloto, e fazia girar duas hélices localizadas entre as asas. A técnica de deformação da asa utilizava um sistema que consistia em cordas atadas às pontas das asas, que podiam ser puxadas ou afrouxadas pelo piloto, fazendo o avião girar em seu eixo longitudinal ou em seu eixo vertical, permitindo o controle do avião ao comando do piloto. O Flyer foi o primeiro avião registrado na história da aviação dotado de manobrabilidade longitudinal e vertical - excluindo-se os planadores de Lilienthal, onde tal controle era realizado através da força do próprio tripulante.

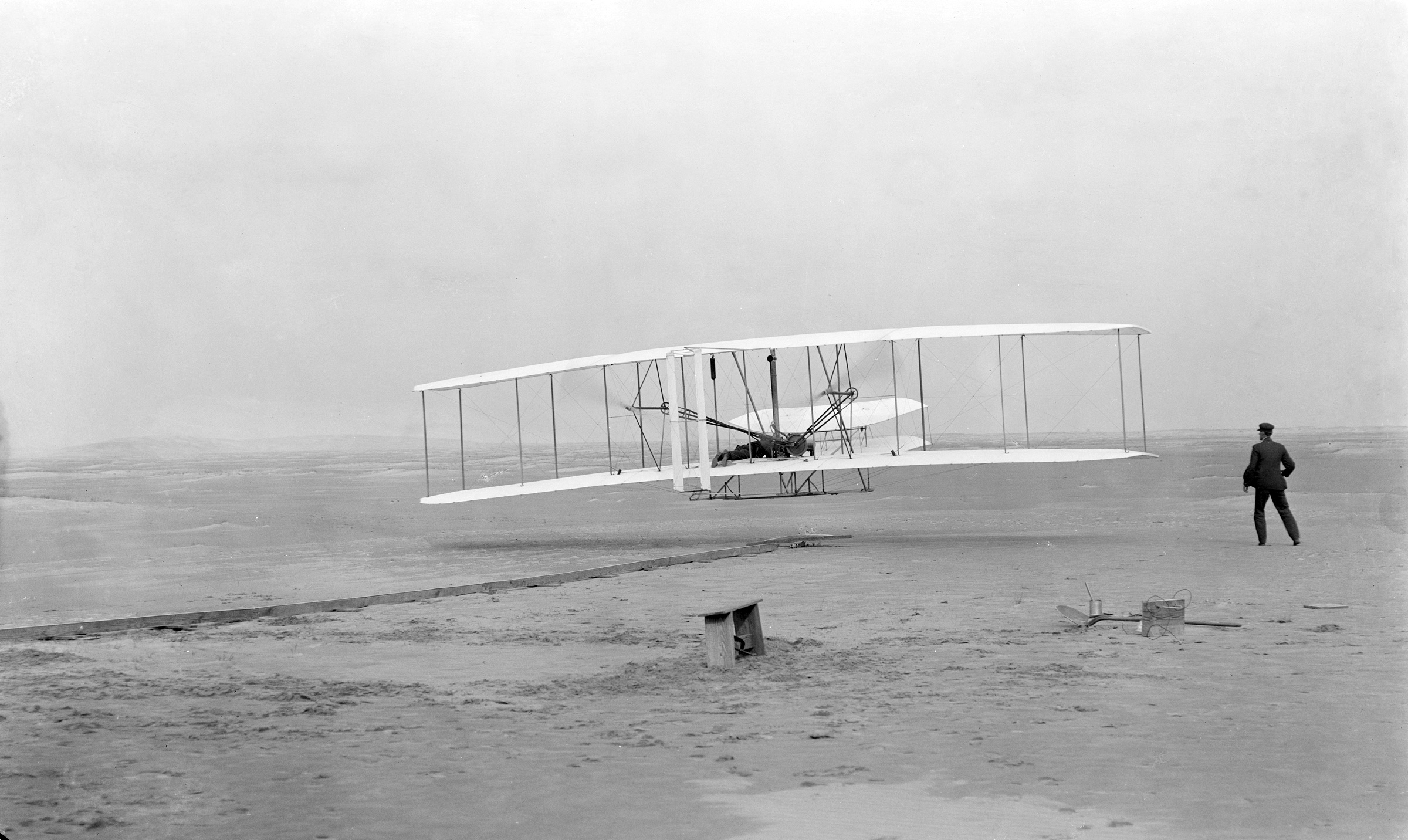
Fotografia do primeiro voo do Flyer em 17 de dezembro de 1903.

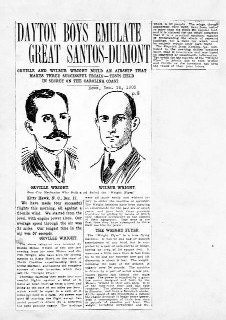
O título do jornal, a partir da página 8, de 18 de Dezembro de 1903 em The Dayton Daily News. O artigo compara os voos dos irmãos Wright em aparelhos sem uma "bolsa de gás" com as primeiras aeronaves de Santos-Dumont.

Em 17 de dezembro de 1903, numa praia da Carolina do Norte perto de Kitty Hawk, os irmãos Wright efetuaram aquele que seria considerado como o primeiro voo de um aparelho voador controlado, motorizado e "mais pesado que o ar".
Em vez de rodas utilizaram trilhos para manter a aeronave em seu trajeto por meio de um par de patins. O Flyer ganhou altitude após o fim dos trilhos, alcançando uma altura máxima de 37 metros e velocidade média de 48 km/h, com tempo de voo foi de 12 segundos; segundo informações passadas pelos próprios irmãos Wrights, mas não comprovadas por nenhuma outra fonte. Mais quatro voos foram realizados ainda no mesmo dia. Os voos foram testemunhados por quatro salva-vidas e um menino da vila, fazendo destes voos os primeiros voos semi-públicos, e também os primeiros voos documentados de um motoplanador. Num quarto voo realizado ainda no mesmo dia, Wilbur Wright conseguiu percorrer 260 metros em 59 segundos. O motoplanador foi destruído por uma rajada de vento nesse mesmo dia. Alguns jornais do Estado de Ohio, entre eles o Cincinnati Enquirer e o Dayton Daily News, publicaram no dia seguinte, com enormes exageros e informações incorretas, o feito dos Irmãos Wright.
Os Irmãos Wright realizaram diversos voos semi-públicos (mais de 105) em 1904 e 1905, desta vez em Dayton, Ohio. Eles convidaram amigos e vizinhos para assistirem alguns desses voos, proibindo sempre que quaisquer fotografias fossem feitas por outros que não eles próprios. Em 1904, uma multidão de jornalistas foi convidada para presenciar um voo dos Irmãos Wright, mas por causa de problemas no motor, os Wright foram ridicularizados pela mídia em geral, passando a receber pouca atenção, com exceção da imprensa de Ohio. Em setembro de 1904 os Wright criaram um sistema de catapultagem para não mais dependerem de vento para fazer decolar o seu aeroplano. Jornalistas de Ohio presenciaram diversos voos dos Irmãos Wright, inclusive o primeiro voo circular do mundo, e um novo recorde de distância, um voo de 39 minutos e 40 quilômetros percorridos, realizado em 5 de outubro de 1905. A partir de 1910, os aviões dos Irmãos Wright já não necessitariam mais definitivamente da catapulta para alçar voo.
Em 7 de novembro de 1910 fizeram o primeiro voo comercial do mundo. Este voo, realizado entre Dayton a Columbus, durou uma hora e dois minutos, percorreu 100 km e rompeu um novo recorde de velocidade, tendo alcançado 97 km/h.

#### Santos Dumont

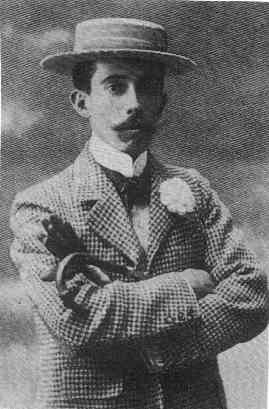
Santos Dumont, considerado por muitos como o inventor do primeiro avião da história, o 14-bis.

O brasileiro Alberto Santos-Dumont era fascinado por máquinas. Em 1891, visitando Paris a companhia de seu pai, o engenheiro Henrique Dumont, teve contato com os primeiros motores a explosão interna. Assim que se estabeleceu em Paris, Santos-Dumont passou a se interessar pelo automobilismo, tendo sido o primeiro a trazer um automóvel para o Brasil, que rodou por São Paulo. Em 1897 fez seus primeiros voos como passageiro de balão livre em Paris e, no ano seguinte, projetou seu próprio balão, o Brésil (Brasil, em francês). Santos Dumont criou uma série de modelos de dirigíveis, alguns voando com sucesso e outros não. Os feitos de aviação de Santos Dumont em Paris tornaram-no famoso, tendo sido alvo dos jornalistas, e mesmo de notícias sensacionalistas baseadas em seus hábitos extravagantes.
Após ter sido o primeiro homem a provar a dirigibilidade dos balões, quando conquistou o “Prêmio Deutsch de La Meurthe” com o seu dirigível Santos-Dumont Nº 6, tendo percorrido, em menos de 30 minutos, um itinerário preestabelecido que incluía a circunavegação da Torre Eiffel, Santos Dumont passou a se dedicar à aviação.
Em 29 de junho de 1903, Aída de Acosta pilotou o dirigível n.º 9 de Santos Dumont. Tornou-se assim, a primeira mulher a pilotar uma aeronave.
Em 23 de outubro de 1906, Santos Dumont realizou um voo público em Paris, em seu famoso avião 14-Bis. Esta aeronave usava o mesmo sistema de deformação da asa que havia nas aeronaves dos irmãos Wright, e percorreu uma distância de 221 metros.

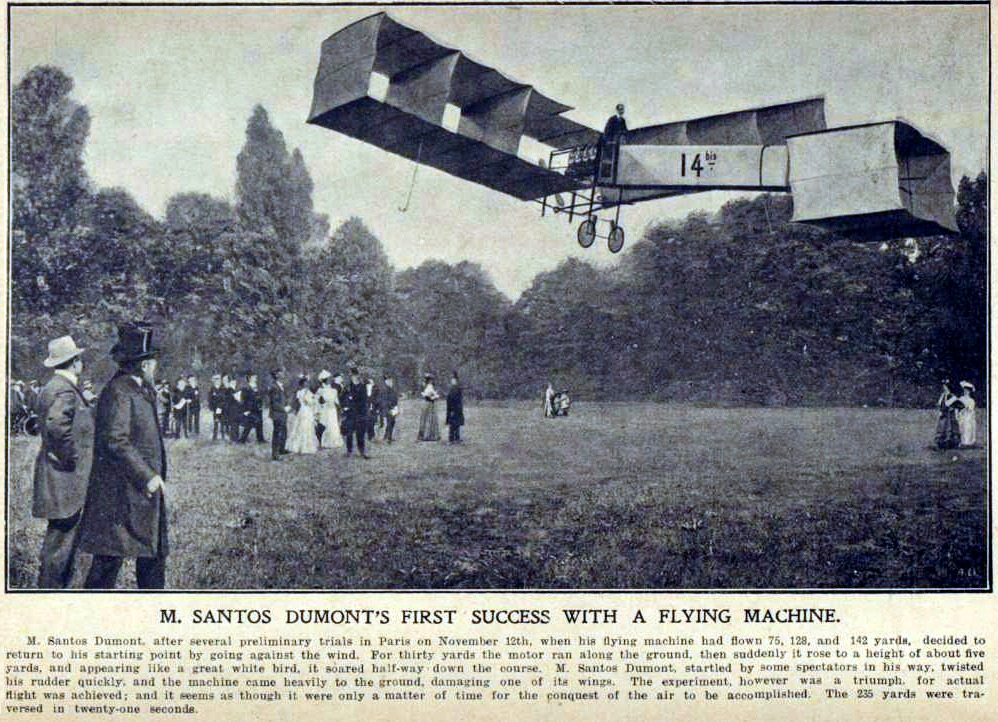
Ilustração do voo do Santos-Dumont 14-bis em 12 de novembro de 1906, que rendeu a Santos Dumont o Prêmio do Aeroclube da França.

O 14-Bis, ao contrário do Flyer dos irmãos Wright, não precisava de trilhos, catapultas ou ventos contrários para alçar voo, bem como teve muita cobertura da imprensa, de aviadores e de cronometristas do Aeroclube da França, e é por isso que este voo é considerado por vários especialistas em aviação como o primeiro voo bem-sucedido de um avião. Quando este voo foi realizado, o pouco conhecimento e o descrédito dado aos voos dos tais irmãos Wright pela mídia internacional e pelos norte-americanos, fizeram com que o 14-Bis de Santos Dumont fosse considerado então pela mídia europeia e norte-americana como o primeiro avião a decolar por meios próprios. Afinal, o 14-Bis foi o primeiro avião a ter seu voo homologado por uma instituição pública aeronáutica, o Aeroclube da França.
Santos Dumont, após o 14-Bis, inventaria o primeiro ultraleve, o Demoiselle, a última aeronave desenvolvida por ele. Este, além disso, realizaria também importantes avanços na controlabilidade de aviões, como o uso efetivo de ailerons em suas aeronaves, por exemplo.

#### Controvérsia: Irmãos Wright e Santos Dumont
A controvérsia sobre a autoria do primeiro voo é grande. Geralmente é creditada a Alberto Santos Dumont ou aos Irmãos Wright (mais exatamente, Orville Wright). Foi o voo do 14-bis, em Paris, o primeiro de um avião na história da aviação registrado publicado e sem artifícios externos. Especialistas argumentam sobre o uso de trilhos e catapultas nas operações de decolagem das aeronaves dos irmãos Wright, e sobre o voo do 14-bis em Paris testemunhado pelo público e autoridades da aviação.
Os irmãos Wright não fizeram voos públicos, buscando realizar seus voos sozinhos ou com a presença de poucas testemunhas - embora tenham tentado realizar demonstrações para as forças armadas dos Estados Unidos, da França, do Reino Unido e da Alemanha, sem sucesso, buscando evitar o "roubo de informações" por parte de outros aviadores, e em busca de aperfeiçoar a aeronave o suficiente para obter a patente de seu avião, ao contrário de Santos Dumont, que colocava todas as suas invenções no domínio público.
Apesar da falta de testemunho de aviadores e de organizações de aviação, estes especialistas também apontam para o fato de que - através de notícias publicadas em jornais do Ohio, o testemunho de habitantes da região onde estes voos foram realizados e fotos - de que estes voos foram de fato cumpridos, mas as aeronaves, por não possuírem rodas, necessitavam de catapultas ou de vento em condições favoráveis para decolar (embora a decolagem do Flyer de 17 de dezembro de 1903 tenha sido realizada com o uso de catapulta), fato este que é usado como argumento pelos brasileiros para desacreditar a autoria do voo dos irmãos Wright, já que o 14-Bis era capaz de decolar por conta própria e em condições variáveis de vento.
Aos irmãos Wright é creditada, nos Estados Unidos e em vários outros países, a autoria de serem os primeiros a voarem em um "mais pesado que o ar". Os primeiros voos públicos dos Irmãos Wright, com a presença de um grande número de testemunhas, foram realizados em 1908 na França, em Le Mans.
Infortunadamente, Santos Dumont é pouco conhecido na maior parte do mundo. No Brasil ele é chamado de O Pai da Aviação, sendo considerado herói nacional brasileiro. Porém, muitos criticam este título, mesmo àqueles que suportam Santos Dumont ou os Irmãos Wright, como sendo os primeiros voos de um avião. Tais críticos alegam que outros aviadores anteriores a estes fizeram suas contribuições à aviação, e que este título não se emprega corretamente a nenhum aviador em particular, incluindo os Irmãos Wright ou Santos Dumont.

### Outras controvérsias
Vários aviadores disseram ter voado em um avião anteriormente aos voos dos irmãos Wright e de Santos Dumont, tornando ainda mais controverso o primeiro voo em um avião. Esta controvérsia foi alimentada pelos irmãos Wright, que ficaram relativamente afastados da mídia enquanto preparavam a patente do avião (e assim, pouco conhecidos pela comunidade de aviação mundial); pelo grande número de possíveis primeiros voos em um avião; pelas diferentes categorias e qualificações das aeronaves e dos meios utilizados para alçar estes tais voos; pela falta de testemunhas credíveis, e pelo orgulho e do patriotismo das nações destes aviadores.
Na França, o crédito é dado a Clément Ader que efetuou o primeiro voo de um aparelho mais pesado que o ar propulsionado a motor e levantando voo pelos seus próprios meios em 9 de outubro de 1890.
Gustave Whitehead disse ter voado em uma aeronave mais pesada do que o ar, por meios próprios, em 14 de agosto de 1901. Falhou em documentar seu voo, mas posteriormente, uma réplica de seu Number 21 conseguiu alçar voo com sucesso. Lyman Gilmore também disse ter voado em 15 de maio de 1902.
Na Nova Zelândia, o fazendeiro e inventor Richard Pearse construiu um monoplano que alçara voo em 31 de março de 1903. Existem fortes evidências que esta decolagem de fato ocorreu, entre testemunho e fotografias. Porém, o próprio Pearse admitiria que foi um voo não controlado e que havia terminado por chocar-se em um morro após ter voado a um teto de três metros. Karl Jatho voou em uma aeronave mais pesada do que o ar em agosto de 1903. Seu voo foi de curta duração, porém, e a velocidade da aeronave e o desenho da asa fizeram com que o avião não fosse bem controlável pelo piloto. Ainda em 1903, testemunhas dizem ter visto o escocês Preston Watson fazer seus voos iniciais em Errol, no leste da Escócia. Porém, a falta de evidências fotográficas ou documentárias fazem com que esta reivindicação seja impossível de ser verificada.
O engenheiro romeno Traian Vuia também diz ter voado em um avião, e que ele decolou e sustentou voo por tempo razoável, e sem a ajuda de ventos opostos. Vuia pilotou o avião que ele desenhou e construiu em 18 de março de 1906, em Montesson, perto de Paris. Nenhum de seus voos superou 30 metros de distância. Para efeito de comparação, no final de 1904, os irmãos Wright já haviam realizado voos de 39 quilômetros de distância e de 39 minutos de duração.
Muitas reivindicações de voo são complicadas pelo fato de que vários destes voos alcançaram tão pouca altura, que fizeram os aviões confundirem-se com o solo. Além disso, são controversos também os meios utilizados para alçar voo. Alguns alçaram voo completamente por meios próprios, enquanto outros foram inicialmente catapultados para decolagem, e, no ar, continuavam a sustentar voo por meios próprios. Em geral, aos irmãos Wright e a Alberto Santos Dumont são creditados como os primeiros a voar em um avião no mundo inteiro, por causa da abundância de provas dos voos de ambos.

### Outros avanços

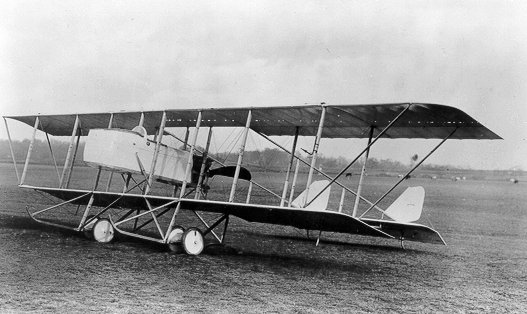
MF11, Biplano de Henry Farman, usado na Primeira Guerra Mundial.

Dois inventores, o francês Henry Farman e o inglês John William Dunne, também estavam trabalhando separadamente em aviões.
Em janeiro de 1908, Farman venceu a Grand Prix d'Aviation, com um avião que voou por um quilômetro, embora a esta altura vários voos já tivessem superado esta distância. Por exemplo, os irmãos Wright já realizavam voos que alcançavam até 39 quilômetros. O voo de Farman foi notável porque foi o primeiro voo circular do mundo. Farman ainda conseguiu fazer outro voo, que percorreu 27 km de distância, no primeiro voo interdoméstico do mundo.
Já os trabalhos iniciais de Dunne foram patrocinados pelas forças armadas do Reino Unido, e testados em segredo em Glen Tilt, na Scottish Highlands. Seu desenho mais bem conhecido, o D4, voou em dezembro de 1908, perto de Blair Atholl, em Perthshire. A principal contribuição de Dunne para a história da aviação foi a estabilidade, um dos principais problemas enfrentados pelos irmãos Wright e por Samuel Cody.

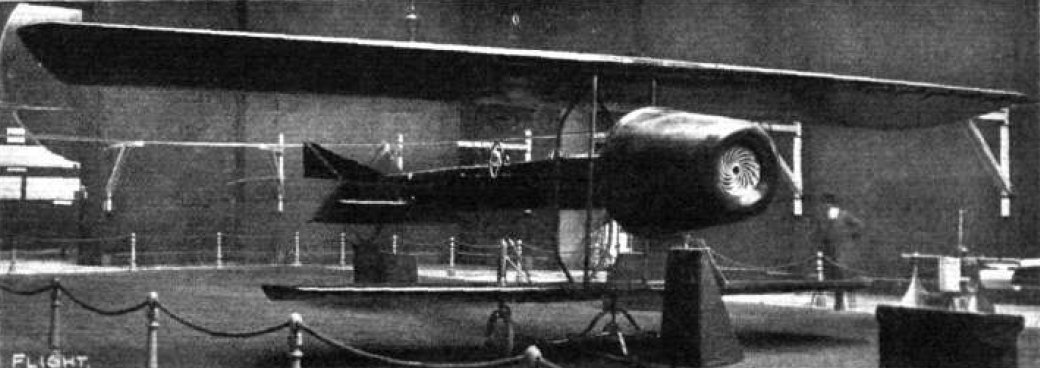
Coandă-1910 de Henri Coandă (1910), o primeiro avião com propulsão a jato.

Em 14 de maio de 1908, os irmãos Wright fizeram o primeiro voo de um avião carregando duas pessoas, com Charlie Furnas como passageiro.
Em 25 de julho de 1909 Louis Blériot, pilotando uma aeronave de projeto próprio, o Blériot XI, realizou o primeiro voo internacional da história: partindo de Les Barraques (perto de Calais) na França, percorreu 35 quilômetros em 37 minutos, chegando a Dover, na costa sul da Inglaterra. O imperador Guilherme II da Alemanha, fez uma declaração sobre este acontecimento que se tornou famosa na época: "A Inglaterra não é mais uma ilha".
Thomas Etholen Selfridge tornou-se a primeira pessoa a morrer em um avião em voo em 17 de setembro de 1908, quando Wilbur colidiu seu avião de dois passageiros em testes militares em Fort Myer, Virgínia. Ainda em 1908, Madame Hart O. Berg tornou-se a primeira mulher a voar, voando como passageira com Wilbur Wright em Le Mans, França.
Na cidade de Osasco, em 7 de janeiro de 1910, Dimitri Sensaud de Lavaud, pilotando o aeroplano São Paulo (construído pelo próprio), realizou o primeiro voo da América Latina.
Em 28 de Março de 1910, Henri Fabre, é o primeiro aviador a efectuar um voo de hidroavião, ao descolar do lago Etang de Berre, a bordo do Le Canard.
Em Portugal, o primeiro voo registou-se em 27 de abril de 1910, com um Blériot XI pilotado pelo francês Julien Mamet, que descolou do Hipódromo de Belém, em Lisboa.
Em 1911, Calbraith Perry Rodgers tornou-se a primeira pessoa a fazer uma viagem transcontinental com um avião. Viajou de Sheepshead Bay, Nova Iorque, nas margens do Oceano Atlântico, até Long Beach, Califórnia, às margens do Oceano Pacífico, em uma série de voos curtos que tomaram um total de 84 dias.
O britânico Vickers Viking, fabricado a partir de 1918, foi o primeiro avião anfíbio da história.

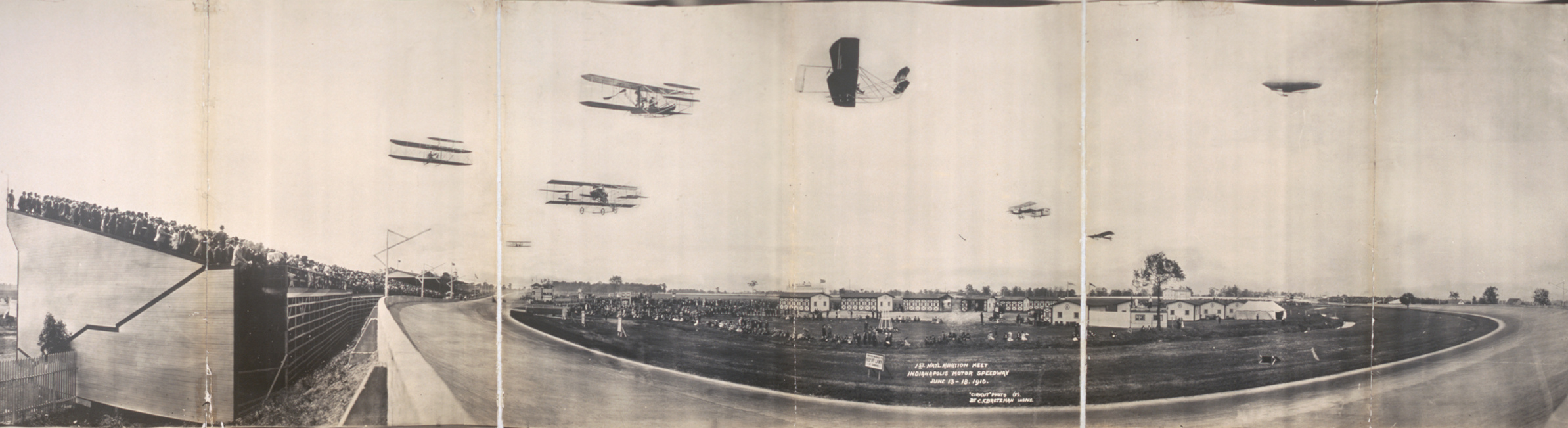
Primeiro encontro americano de aviação,
Indianapolis, Estados Unidos,
junho de 1910.

Ao mesmo tempo que os aviões de asa fixa estavam desenvolvendo-se, dirigíveis estavam tornando-se cada vez mais avançados. Por algumas décadas no começo do século XX, os dirigíveis seriam muito mais capazes do que os aviões em termo de capacidade de carga e passageiros. Muito destes avanços foram feitos pelo conde alemão Ferdinand von Zeppelin.
A construção do primeiro dirigível zepelim começou em 1899, na Alemanha. O protótipo inicial, o LZ1 (LZ é uma abreviação de Luftschiff Zeppelin), tinha 128 metros de comprimento e era propulsionado por dois motores Daimler com 14,2 cv cada.
O primeiro voo de um zepelim foi feito em 2 de julho de 1900. Durou apenas por cerca de 18 minutos, porque o LZ1 foi obrigado a descer após o mecanismo de controle ter sofrido uma falha mecânica. Após os reparos necessários, a aeronave mostrou seu potencial nos voos que se seguiram, ultrapassando o recorde de 6 m/s do dirigível La France, por uma margem de 3 m/s, mas mesmo assim, não conseguiu atrair possíveis investidores. Mais alguns anos seriam necessários para que o Conde arrecadasse fundos suficientes para um segundo voo.
O primeiro voo bem-sucedido e registrado de um helicóptero foi realizado em 1907, por Paul Cornu, na França, embora o primeiro helicóptero de uso prático tenha sido o Focke-Wulf Fw 61, de fabrico alemão, em 1936. O Vought-Sikorsky VS-300 (ou S-46), projetado por Igor Sikorsky nos anos 1940 e equipado com flutuadores, foi o primeiro helicóptero anfíbio funcional da história.

### Primeira Guerra Mundial (1914 - 1918)

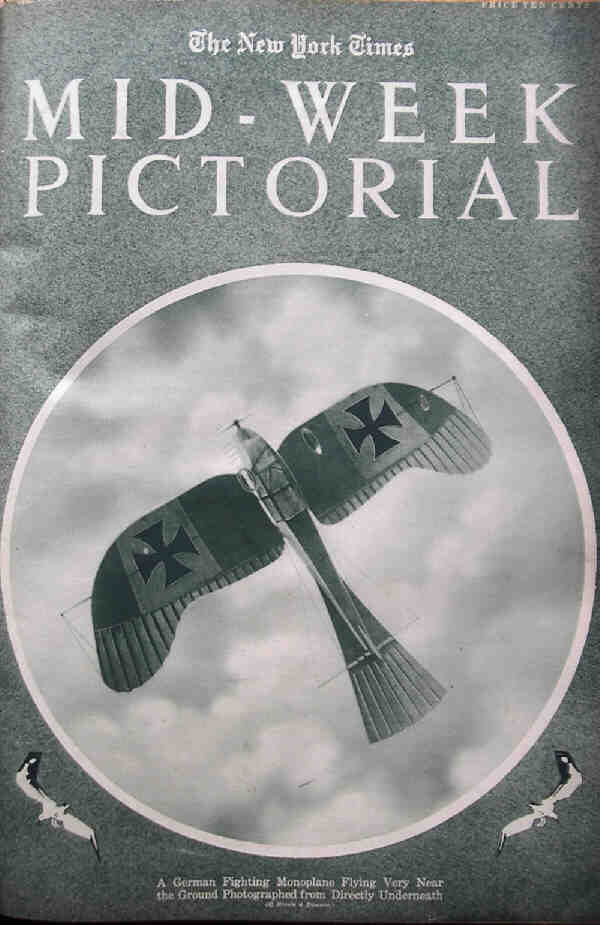
O monoplano alemão Rumpler Taube, ilustração de 1917.

Não muito depois de ter sido inventado, o avião passou a ser usado para serviços militares. O primeiro país a usar aviões para propósitos militares foi a Itália, cujos aviões atacaram posições otomanas durante a Primeira Guerra dos Balcãs, realizando o primeiro bombardeio aéreo de uma coluna inimiga da história, em 1 de novembro de 1911. Logo em seguida a Bulgária passou a usar aeronaves para atacar o Império Otomano.
Porém, a primeira guerra a usar os aviões em missões de defesa, ataque e de reconhecimento foi a Primeira Guerra Mundial. Os Aliados e os Impérios Centrais fizeram uso extensivo de aviões. Ironicamente, a ideia do uso do avião como arma de guerra antes da primeira guerra mundial foi motivo de risadas e ridicularização por parte de muitos comandantes militares, em tempos que precederam a guerra.
A tecnologia dos aviões avançou bastante durante a Primeira Guerra Mundial. Logo no começo da guerra, aviões ainda carregavam apenas uma pessoa, o piloto, mas logo muitos deles tornaram-se capazes de carregar um passageiro extra. Engenheiros criaram motores mais poderosos, e criaram aeronaves cuja aerodinâmica era sensivelmente melhor do que as aeronaves pré-guerra. Para efeito de comparação, no começo da guerra, os aviões não passavam de 110 km/h. No final da guerra, muitos já alcançavam 230 km/h, ou até mais.
Logo no começo da guerra, os comandantes militares descobriram o grande valor do avião como arma de espionagem e reconhecimento, podendo facilmente localizar forças e bases inimigas sem muito perigo, uma vez que armas antiaviões ainda não existiam - tais armas foram criadas eventualmente durante a primeira guerra mundial.
O amplo uso na guerra dos aviões de patrulhamento gerou um problema: tais aeronaves de patrulha passaram a encontrar frequentemente aviões de patrulha inimigos. Não demorou muito para que os pilotos de tais aeronaves passassem a carregar armas de fogo a bordo, e estivessem atirando uns aos outros. Porém, a falta de mira dos pilotos (que ainda precisavam controlar a aeronave ao mesmo tempo) fez com que o uso de aviões como arma de guerra fosse um tanto cômico no começo da guerra.
Os franceses esforçaram-se seriamente para resolver este problema, e no final de 1914, Roland Garros colocou uma metralhadora fixa à frente de sua aeronave, permitindo-lhe voar e mirar ao mesmo tempo. Mesmo assim, em 1915 ele foi abatido e capturado pelos alemães. Os alemães copiaram e melhoraram ainda mais a tática criada por Garros. Logo, todos os aviões da guerra passaram a ser equipados de maneira semelhante. Os dogfights (lutas de cães), batalhas aéreas entre caças, tornaram-se comuns. Enquanto isto, hidroplanos foram extensivamente usados para missões de reconhecimento em mares e oceanos, para tomar fotografias e forças navais inimigas e para bombardear submarinos inimigos.
Chama-se "ás da aviação" ao piloto que abate cinco aeronaves inimigas em combate ou mais. Muitos deles tornaram-se muito famosos durante e após a guerra. O mais famoso deles é o alemão Manfred von Richthofen, o famoso Barão Vermelho, que abateu 80 aeronaves inimigas, antes de ser abatido por um canadense, em 1918, próximo ao final da guerra. Ainda é considerado o maior ás da história.
O avião mais famoso da guerra é o Sopwith Camel, creditado com mais vitórias aéreas do que qualquer outra aeronave Aliada, mas também famosa pelo seu controle difícil, responsável pela morte de vários pilotos novatos. Já o Junkers J1, de fabricação alemã, foi criada em 1915, e tornou-se a primeira aeronave a ser feita inteiramente de metal.
Por causa dos problemas de patentes nos EUA e os litígios devido aos irmãos Wright, as aeronaves na Guerra, mesmo as pilotadas por americanos, eram quase todas fabricadas na Europa.

### A "era de ouro da aviação" (1918 - 1939)
Os anos que se passaram entre a Primeira Guerra Mundial e a Segunda Guerra Mundial (período entreguerras) foram anos nos quais a tecnologia de aeronaves em geral desenvolveu-se bastante. Neste período, rápidos avanços foram feitos no desenho de aviões, e linhas aéreas começaram a operar. Também foi época na qual aviadores começaram a impressionar o mundo com seus feitos e suas habilidades. Os aviões pararam de ser feitos de madeira, para serem construídos com alumínio. Os motores aeronáuticos foram melhorados bastante, com um notável aumento da potência comparado ao que os motores da época eram capazes de gerar. Esta grande série de avanços tecnológicos, bem como do crescente impacto sócio-econômico que os aviões passaram a ter mundialmente, faz deste período a era do ouro da aviação.
Uma série de prêmios foi uma das principais razões deste grande desenvolvimento: tais prêmios eram dados a aviadores que conseguissem estabelecer recordes em distância e em velocidade. Outra razão era a grande quantidade de aviões e de pilotos experientes, sobras da primeira guerra mundial.
Em 1914, o americano Tony Jannus tornou-se o piloto do primeiro voo regular da história. Jannus usou um hidroavião para transportar carga e passageiros entre São Petersburgo e Tampa, na Flórida, ao largo da Baía de Tampa. Seu hidroavião tinha espaço para um passageiro, que pagava cinco dólares pelo voo de 35 km. Este táxi aéreo, considerado a primeira linha aérea do mundo, logo enfrentou dificuldades financeiras, e durou apenas alguns meses. Em 1919 e durante a década de 1920, várias linhas aéreas seriam estabelecidas na Europa e nos Estados Unidos. Tais companhias usavam primariamente aviões antigamente usados como bombardeiros e caças na Primeira Guerra Mundial, para carregar carga e passageiros. Tais aeronaves eram elegantemente decoradas e mobiliadas. Mesmo assim, tais aeronaves eram muito barulhentas e não pressurizadas e condicionadas.

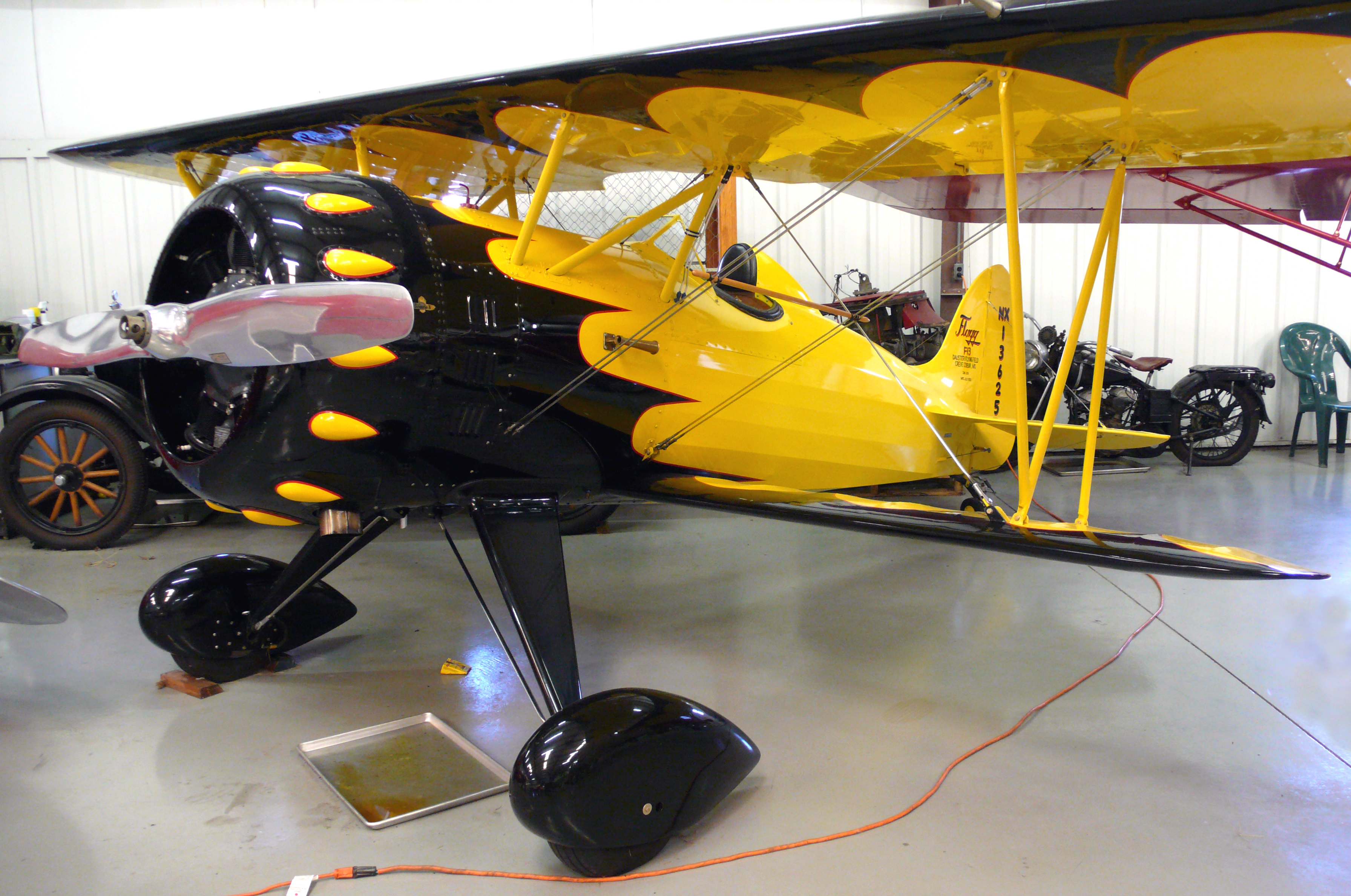
Biplano de 1933.

Após o fim da Primeira Guerra Mundial, os governos americano e canadense ofereceram o excesso de aeronaves da guerra a aviadores por preços incrivelmente baixos. Apesar de estas aeronaves serem mais fortes do que aquelas fabricadas anteriormente à guerra, elas ainda não podiam ser consideradas seguras. Eram feitas na maioria das vezes de madeira e de tecidos, e não dispunham de equipamentos de navegação básicos, como a bússola. Mas vários pilotos, aqueles que haviam lutado na guerra, compraram estes aviões, usando-os para ganhar dinheiro, através de exibições acrobáticas perigosas em feiras. Acidentes muitas vezes aconteciam, e vários destes aviadores acrobatas morreram.
A agência dos correios dos Estados Unidos também usou antigas aeronaves militares para transportar correio entre algumas cidades americanas, logo após o fim da guerra. Por volta de 1927, a agência desistiu de operar tais voos, e ao invés disto, passou a contratar linhas aéreas para este serviço. Correios aéreos tiveram muita importância no desenvolvimento da aviação comercial.

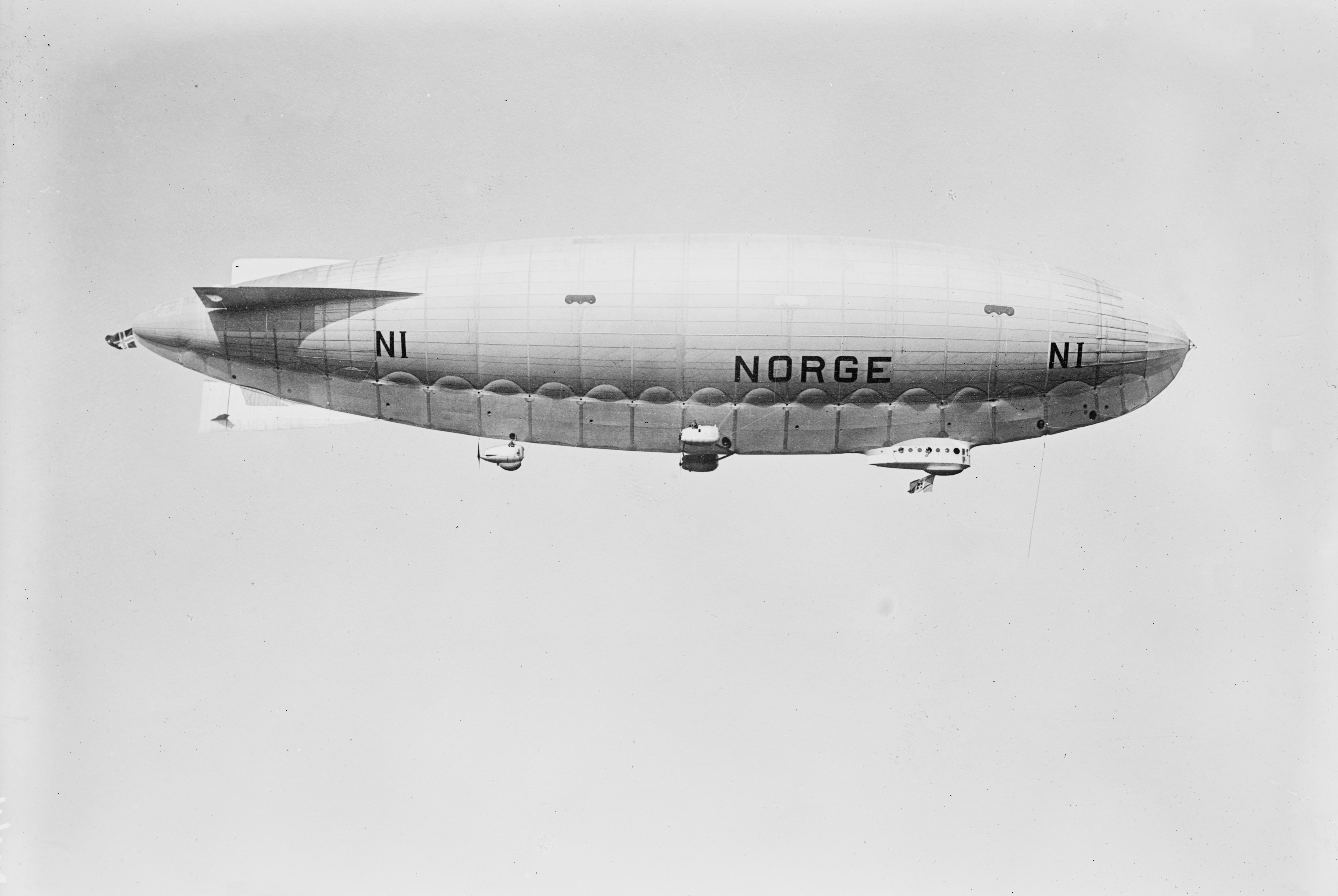
Dirigível italiano Norge, primeira aeronave a sobrevoar o Polo Norte, em 12 de maio de 1926 (ver: Aviação polar).

Em 1929, a tecnologia dos dirigíveis havia avançado a tal ponto que um Zeppelin, controlado pelo Graf Zeppelin, deu a primeira viagem em torno do mundo, nos meses de outubro e dezembro. A esta altura, os dirigíveis eram usados por numerosas linhas aéreas na Europa. Rotas transatlânticas foram iniciadas ainda no mesmo ano, e rapidamente expandiram-se. Tais dirigíveis atracavam-se em uma torre, onde o embarque e o desembarque de passageiros era realizado. A Torre do Zeppelin, a única ainda existente deste tipo, está localizada em Recife, Brasil. Em 6 de maio de 1937, a era do dirigível acabou quando o Zeppelin Hindenburg (a maior aeronave já construída) sofreu um terrível acidente, em Lakehurst, Nova Jérsei, Estados Unidos, com 97 ocupantes a bordo, sendo 36 passageiros e 61 tripulantes, vindos da Alemanha.

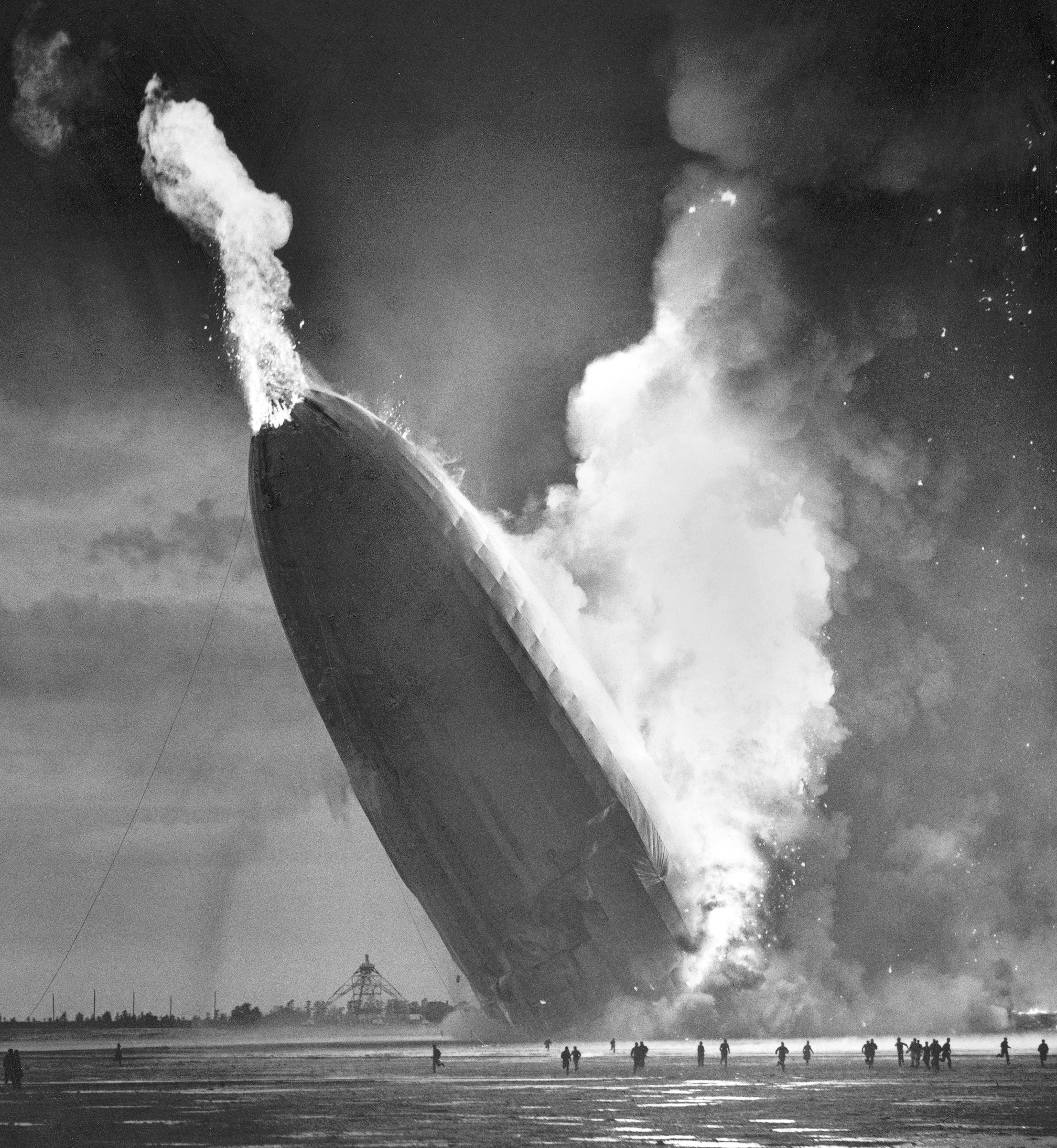
Desastre do Hindenburg.

Durante as manobras de aterrissagem, um incêndio tomou conta da aeronave e o saldo foi de 13 passageiros e 22 tripulantes mortos e um técnico em solo, no total de 36 pessoas. Isto porque o gás usado para sustentar o balão era o hidrogênio, um gás altamente inflamável. As pessoas pararam simplesmente de usar dirigíveis, apesar de que tal acidente tenha sido o único fatal entre aeronaves mais leves do que o ar.
Na década de 1930, muitas linhas aéreas passaram a operar em lagos e rios calmos, usando hidroplanos. Tais hidroplanos eram usadas principalmente para voos transoceânicos. Um dos maiores hidroplanos da época era o Dornier Do X - tão grande e pesada que necessitava de 12 propulsores em tandem, 3 em cada asa. Voou pela primeira vez em 1929, mas não se tornou popular. Um dos últimos, e também um dos mais populares hidroplanos, foi o Boeing Boeing 314 Clipper, capaz de carregar 74 passageiros. Em 1938, Clippers fizeram seus primeiros voos comerciais sobre o Oceano Atlântico. Porém, o desenvolvimento de aviões cada vez mais poderosos, e de aeroportos com pistas longas o suficiente, fez com o uso de hidroplanos na maior parte das linhas aéreas terminasse ao longo da década de 1940

#### Desenvolvimentos na tecnologia da aviação

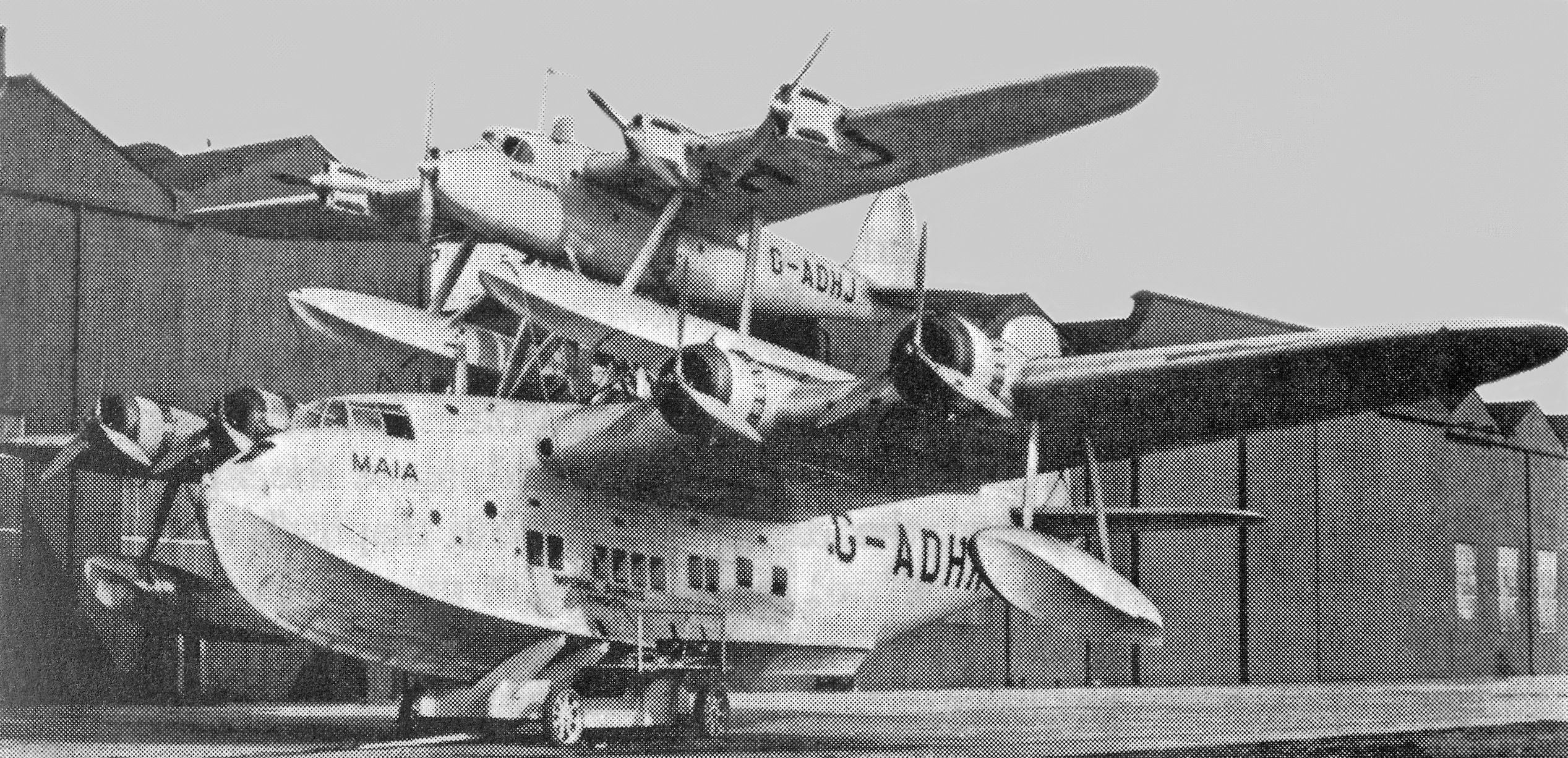
Short Mayo Composite do Reino Unido (1937). Nave-mãe (maior) transportando uma aeronave parasita.

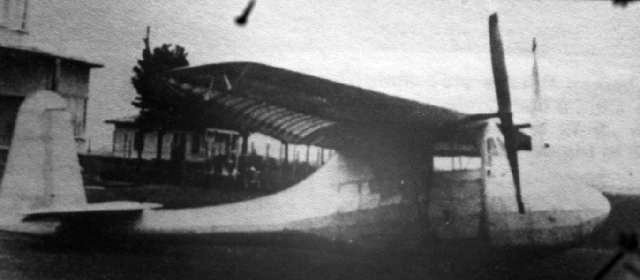
Pedaliante (Itália, 1936) primeira aeronave de propulsão humana bem-sucedida da história.

Durante a era de ouro da aviação - especialmente na década de 1930, várias melhorias técnicas possibilitaram a construção de aviões maiores, que podiam percorrer distâncias maiores, voar em altitudes maiores e mais rapidamente - e podiam assim carregar mais carga e passageiros. Avanços na ciência de aerodinâmica permitiram a engenheiros desenvolverem aeronaves cujo desenho interferisse o mínimo possível no desempenho em voo. Os equipamentos de controle e os cockpits das aeronaves também melhoraram consideravelmente neste período. Além disso, melhorias na tecnologia de rádio-telecomunicações permitiram o uso de equipamentos de rádio-telecomunicação na aviação, assim permitindo aos pilotos receberem instruções de voo de equipes em terra, e que pilotos de diversas aeronaves pudessem comunicar-se entre si. Tudo isto gerou técnicas mais precisas de navegação aérea. O piloto automático também passou a ser usado na década de 1930. Tal apetrecho permitiu aos pilotos tomar curtos períodos de descanso em voos de longa duração.

O Douglas DC-3 começou os seus primeiros voos de passageiros em 1936. Logo, tornou-se a aeronave mais usadas nas linhas aéreas da época, e um ícone da era de ouro da aviação.

Um símbolo da era de ouro da aviação é o Douglas DC-3. Este monoplano, equipado com um par de propulsores, começou seus primeiros voos em 1936. O DC-3 tinha capacidade para 21 passageiros, e velocidade de cruzeiro de 320 km/h. Tornou-se rapidamente o avião comercial mais usado na época. Esta aeronave também é vista como uma das aeronaves mais importantes já produzidas.
A turbina a jato começou a ser desenvolvida na Alemanha e na Inglaterra também na década de 1930. O britânico Frank Whittle patenteou um desenho de uma turbina a jato em 1930, e desenvolveu uma turbina que podia ser usada para fins práticos no final da década. Já o alemão Hans von Ohain patenteou sua versão da turbina a jato em 1936, e começou a desenvolver uma máquina semelhante. Nenhum sabia do trabalho desenvolvido pelo outro, e por isto, ambos são creditados com a invenção. Ao final da Segunda Guerra Mundial, a Alemanha usava os primeiros aviões de jato e fabricava em série a Messerschmitt Me 262.

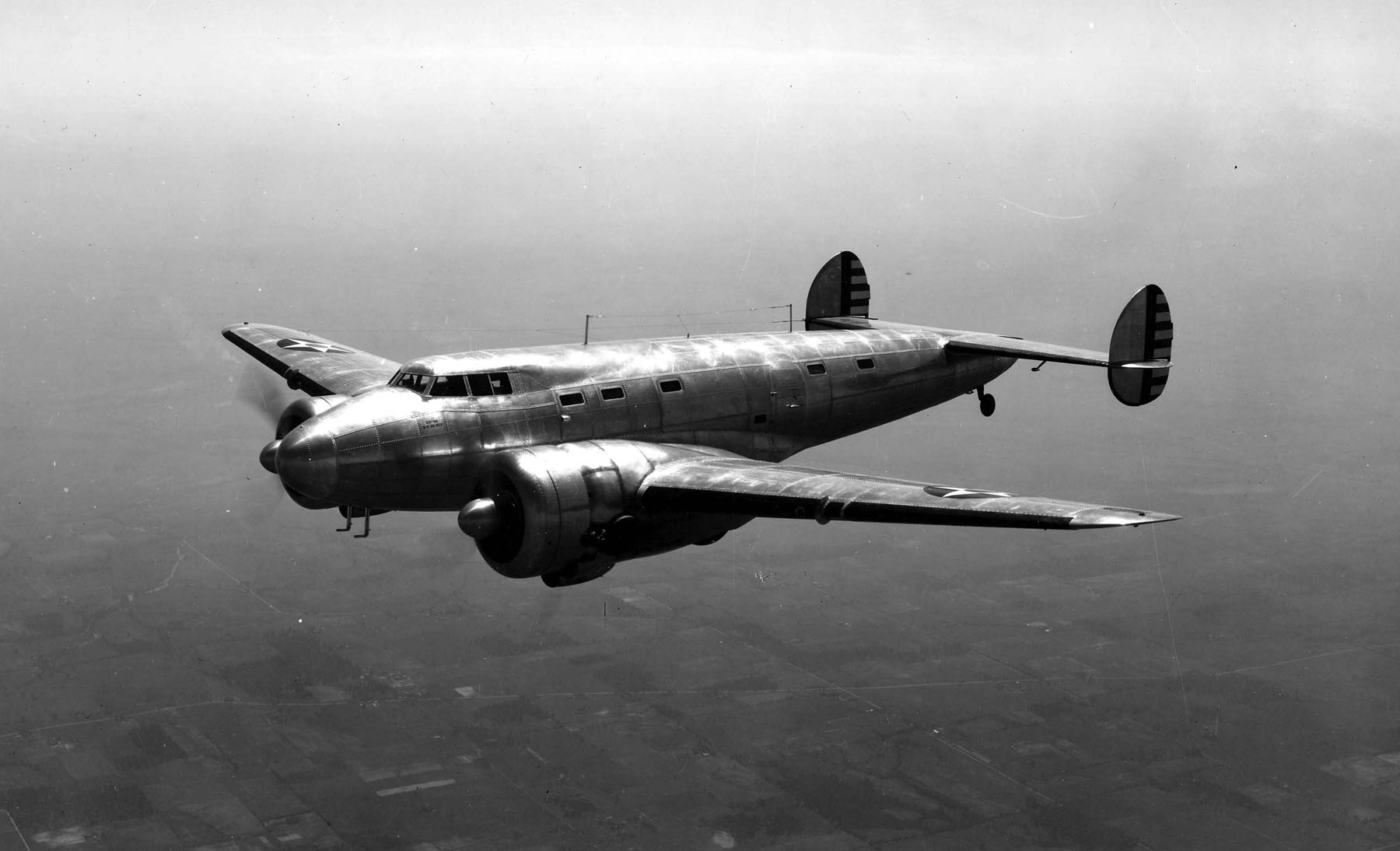
Lockheed XC-35 (EUA, 1937).

O fato de que os aviões voassem a altitudes cada vez maiores (onde turbulência e outros fatores climáticos indesejáveis são mais raros) gerou um problema: em altitudes maiores, o ar é menos denso, e, portanto, possui quantidades menores de oxigênio para respiração do que em altitudes menores. À medida que os aviões passavam a voar cada vez mais alto, pilotos, tripulantes e passageiros tinham cada vez mais dificuldades em respirar. Especialistas, para resolver este problema, criaram a cabine pressurizada, onde o ar é pressurizado. O primeiro avião com pressurização da cabine foi o Lockheed XC-35 que voou em 9 de maio de 1937. Cabines pressurizadas popularizaram-se no final da década de 1940, e praticamente toda cabine de aviões comerciais de passageiros hoje em dia é pressurizada.

#### Voos notáveis deste período
- 1919: Dois britânicos, John Alcock e Arthur Whitten Brown, fizeram a primeira travessia transatlântica em um avião. Eles partiram de St. John's, Terra Nova e Labrador, Canadá, para Clifden, Irlanda. O voo percorreu 3 138 km, e durou cerca de 12 horas. Foram premiados com 50 mil dólares.
- 1922: Os pilotos portugueses Sacadura Cabral e Gago Coutinho fazem a primeira travessia aérea do Atlântico, saindo de Lisboa e chegando ao Rio de Janeiro.
- 1924: Duas aeronaves da força aérea americana fizeram a primeira viagem em volta do mundo, tendo percorrido cerca de 42 398 km. A viagem durou no total seis meses.
- 1926: Os exploradores americanos Richard Byrd e Floyd Bennett fizeram o primeiro voo sobre o Pólo Norte.
- 1927: Charles Lindbergh torna-se a primeira pessoa a cruzar o Oceano Atlântico em um voo solitário em um avião. Seu avião decolou em Garden City, Nova Iorque, Estados Unidos, e pousou em Paris, França. O seu voo percorreu 5 810 km e durou 33 horas e 31 minutos. Lindbergh foi premiado com 25 mil dólares pelo seu feito.
- 1928: Charles Kingsford Smith e sua tripulação fizeram o primeiro voo sobre o Oceano Pacífico, partindo de Oakland, Califórnia, a Brisbane, Austrália. Fizeram escalas em Honolulu (Havaí) e em Suva (Fiji).
- 1929: Richard Byrd e sua tripulação fizeram o primeiro voo sobre o Polo Sul.
- 1930: Amy Johnson torna-se a primeira mulher a voar sozinha entre a Inglaterra e a Austrália.
- 1931: Dois pilotos americanos, Clyde Pangborn e Hugh Herndon, Jr., fizeram o primeiro voo transpacífico sem escalas, entre Tóquio, Japão, e Wenatchee, Washington, Estados Unidos.
- 1932: A americana Amelia Earhart torna-se a primeira mulher a fazer um voo solo transatlântico. Ela partiu de Habour Grace, Canadá, a Londonderry, Reino Unido. O voo teve duração de 15 horas e 18 minutos.
- 1933: O letão Herberts Cukurs, com um avião projetado e construído por ele mesmo, parte de Riga, Letónia para Bathurst, Gâmbia e retorna, num percurso de mais de 19 mil km.
- 1935: Amelia Earhart torna-se a primeira pessoa a voar entre a América do Norte e o Havaí em um voo solo.
- 1936: Herberts Cukurs, com um avião projetado e construído por ele mesmo, parte de Riga, Letónia para Tóquio, Japão e retorna, num percurso de 40 045 km.
- 1937: Amelia Earhart desaparece no Oceano Pacífico, em sua tentativa de tornar-se a primeira mulher a dar a volta ao mundo em um avião.
- 1951: Ada Rogato, A primeira piloto brasileira a atravessar os Andes, selva amazônica, atingir o aeroporto de La Paz (Bolívia), o mais alto do mundo até então (1952), com um avião de apenas 90 HP – feito inédito na história da aviação boliviana;

### Segunda Guerra Mundial (1939 - 1945)

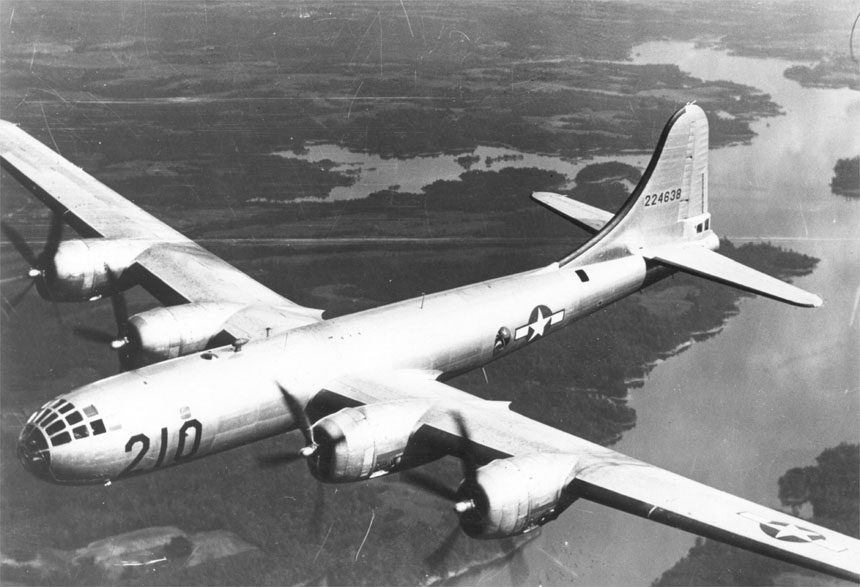
O B-29 Superfortress, um bombardeiro pesado.

Os anos da Segunda Guerra Mundial foram caracterizados por um drástico crescimento na produção de aviões e pelo rápido desenvolvimento da tecnologia envolvida com aviação. Foram desenvolvidos os primeiros bombardeiros de longa distância, o primeiro avião a jato de uso prático e o primeiro caça a jato. Caças, no começo da segunda guerra mundial, tinham velocidade máxima de até 480 km/h e podiam voar até um teto (máximo) de 9 mil metros de altitude. No final da guerra, caças já estavam voando a 640 km/h, com muitos tendo tetos de 12 mil metros. O maior ás da aviação da história foi o alemão Erich Hartmann com 352 vitórias confirmadas.
Os caças a jato, criados ao longo da guerra, podiam locomover-se ainda mais rapidamente, mas eles não foram usados até próximo ao final da guerra. O primeiro jato funcional foi o alemão Heinkel He 178 de 1939 e, em 1940, a Itália criou o Caproni Campini N.1. Mísseis balísticos de longa distância como o V-1 e o V-2 também foram criados pelos alemães. O Messerschmitt Me 262 foi o primeiro caça a jato a operar na Segunda Guerra Mundial, em 1944. Sua velocidade máxima era de 900 km/h. Enquanto isto, a Textron Incorporated produziu o primeiro jato americano.

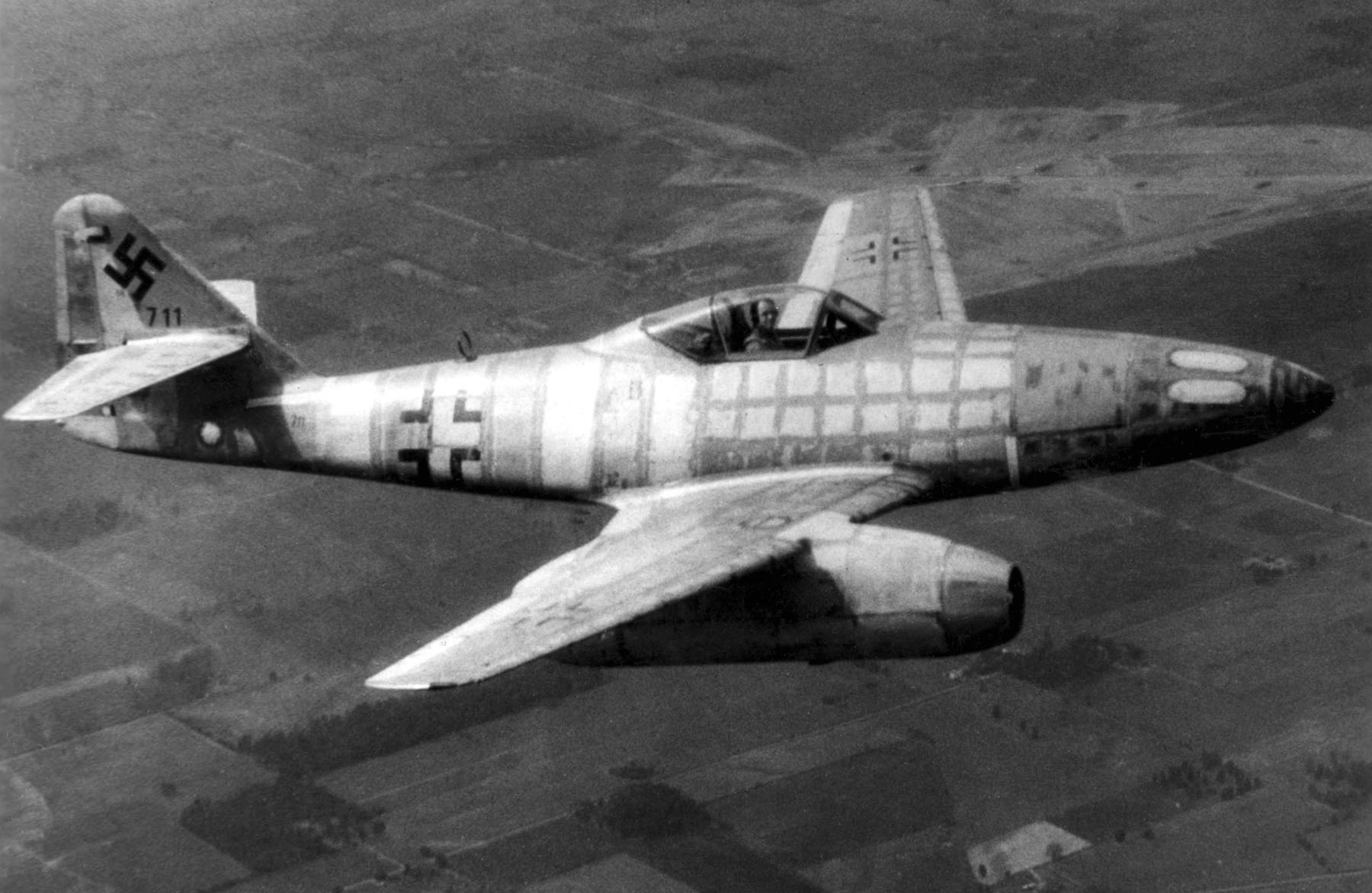
O Me 262, o primeiro jato operacional do mundo.

Um protótipo chamado Messerschmitt Me 163 alcançava 970 km/h em voos curtos, e serviu de base para o Messerschmitt Me 163 Komet, o caça mais rápido da guerra, que foi usado em algumas missões já no final da guerra, em 1945.
Os bombardeiros da Segunda Guerra Mundial podiam carregar duas vezes mais carga e podiam percorrer duas vezes mais distância do que bombardeiros da pré-guerra. Foram os bombardeiros de longa distância a causar o maior impacto no curso da guerra, porque caças a jato não causaram um grande impacto na guerra (quando começaram a operar, a derrota alemã já era uma questão de tempo), os mísseis V-1 eram ineficientes e os mísseis V-2 não foram produzidos em grande número. O caça americano P-51 Mustang foi essencial ao sucesso dos bombardeiros pesados, protegendo os bombardeiros de caças inimigos. Outros aviões famosos na guerra são o caça britânico Supermarine Spitfire, considerado o "Salvador do Reino Unido", o caça japonês Mitsubishi A6M Zero e o bombardeiro americano Boeing B-29 Superfortress.

### 1945 - 1980

#### Turbo-hélices

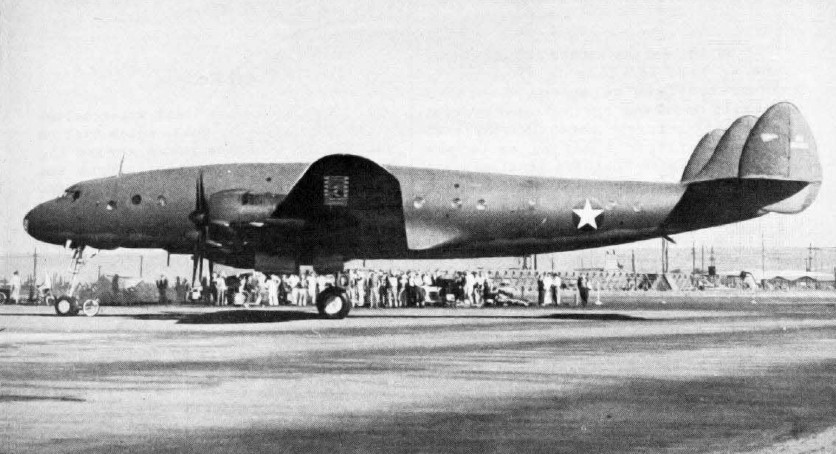
O primeiro Lockheed Constellation em 9 de janeiro de 1943.

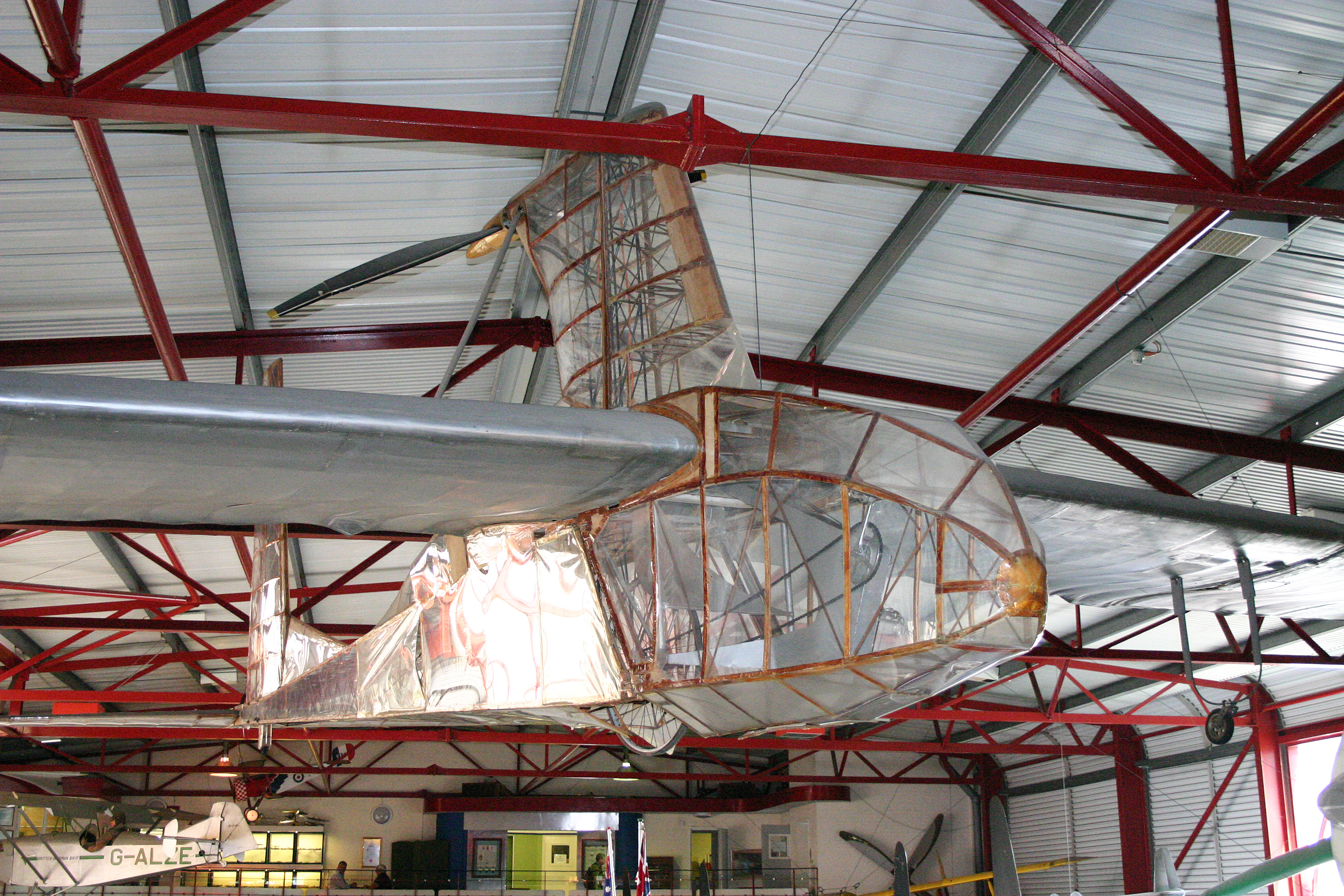
SUMPAC (1961) aeronave de propulsão humana.

Após o fim da Segunda Guerra Mundial, a aviação comercial passou a se desenvolver em um ramo à parte da aviação militar. A indústria aeronáutica passou a criar aviões especialmente destinados a aviação civil, e linhas aéreas pararam de usar aviões militares modificados para o transporte de passageiros. Em alguns anos após o fim da guerra, várias linhas aéreas estavam estabelecidas no mundo.
Das várias aeronaves comerciais que foram desenvolvidas durante e após a guerra, destacam-se os quadrimotores Douglas DC-4 e o Lockheed Constellation. Tais aviões foram largamente usados para voos domésticos de passageiros de média distância. Mesmo assim, eles precisavam fazer escalas para reabastecimento em rotas transoceânicas. Voos transatlânticos precisariam de propulsores mais poderosos. Estes já existiam em 1945, na forma de turbinas a jato. Mas estes ainda gastavam tanto combustível que um avião a jato conseguiria percorrer apenas uma pequena distância sem precisar reabastecer.
Para resolver este problema temporariamente, duas fábricas americanas criaram turbo-hélices, propulsores capazes de gerar mais de três mil cavalos de força. Tais motores começaram a ser usados nos Douglas DC-7, Lockheed Super Constellation e o Boeing 377 Stratocruiser. Este último foi o primeiro avião de dois andares da história da aviação, e também o maior avião comercial até à chegada do Boeing 707. Cada uma destas aeronaves podia carregar cerca de 100 passageiros, entre Nova Iorque e Paris sem escalas, a uma velocidade de cruzeiro de 500 km/h.

#### Era do jato

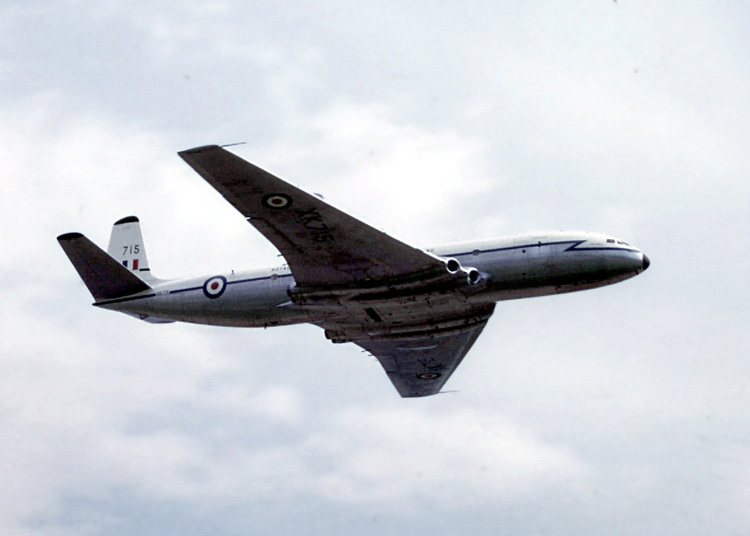
De Havilland Comet, o primeiro jato comercial da história da aviação. Também foi operada pela Força Aérea Britânica (RAF), como pode ser visto nesta foto.

O romeno Henri Coandă criou o primeiro avião com propulsão a jato da história, o Coandă-1910, apresentado em Paris em 1910. Durante o fim da década de 1940, engenheiros começaram a desenvolver as turbinas usadas nos caças a jato produzidos durante a Segunda Guerra Mundial. No começo, os Estados Unidos e a União Soviética queriam turbinas a jato de excelente desempenho para produzir bombardeiros e caças a jato cada vez melhores, e assim, melhorar ainda mais seu arsenal militar. Quando a Guerra da Coreia começou, em 1950, tanto os Estados Unidos quanto a União Soviética tinham caças a jato militares de alto desempenho - destacam-se entre eles o americano F-86 Sabre e o soviético MiG-15.
Coube aos britânicos a produção do primeiro avião a jato comercial da história da aviação, o De Havilland Comet. O Comet começou a ser usado em voos de passageiros em 1952. Os Comet voavam a aproximadamente 850 km/h, sua cabine de pilotagem era pressurizada e relativamente silenciosa. O Comet foi ao início um sucesso comercial, e muitas linhas aéreas passaram a encomendar esta aeronave. Porém, dois acidentes em 1954, quando ambas as aeronaves simplesmente explodiram em alto-mar, criaram grandes dúvidas quanto à segurança da aeronave. A causa dos acidentes era primariamente as turbinas, localizadas dentro da estrutura asa. As turbinas, em voo, atingiam altas temperaturas e assim, lentamente, mas gradualmente, enfraqueciam a asa, que terminou por fragmentar-se no ar em ambos os acidentes. A De Havilland tentou salvar seu avião, cujas vendas haviam caído drasticamente, através de algumas modificações estruturais, mas um terceiro acidente em 1956 colocou de vez as vendas da aeronave em solo, que parou de ser produzida em 1964.
A Boeing lançou o Boeing 707 em 1958, o primeiro avião a jato de passageiros de sucesso. Os engenheiros envolvidos na criação do Boeing 707 buscaram não repetir os mesmos erros cometidos no Comet da De Havilland. Os jatos Douglas DC-8 e a Convair 880 foram lançados alguns anos depois, embora o sucesso comercial alcançado por ambos tenha sido muito mais modesto do que o sucesso conseguido pelo Boeing 707. Um total de 1 010 Boeing 707 foram produzidos. A Boeing, desde então, é a maior fabricante de aviões do mundo.
Nesse meio tempo no Reino Unido, a Vickers criou o primeiro jato de segunda geração - assim considerado devido ao seu projeto inovador de posição de motores e da asa, o Vickers VC-10 que teve grandes subsídios do governo para a criação dele.
Os modelos 727, 737 e 757 são derivados diretos do Boeing 707. O Boeing 737, cuja produção foi iniciada em 1964, é o avião comercial mais vendido e bem-sucedido da história da aviação. Um total de cinco mil Boeing 737 foram produzidos, e a aeronave ainda está em produção em tempos atuais.

#### Widebodies

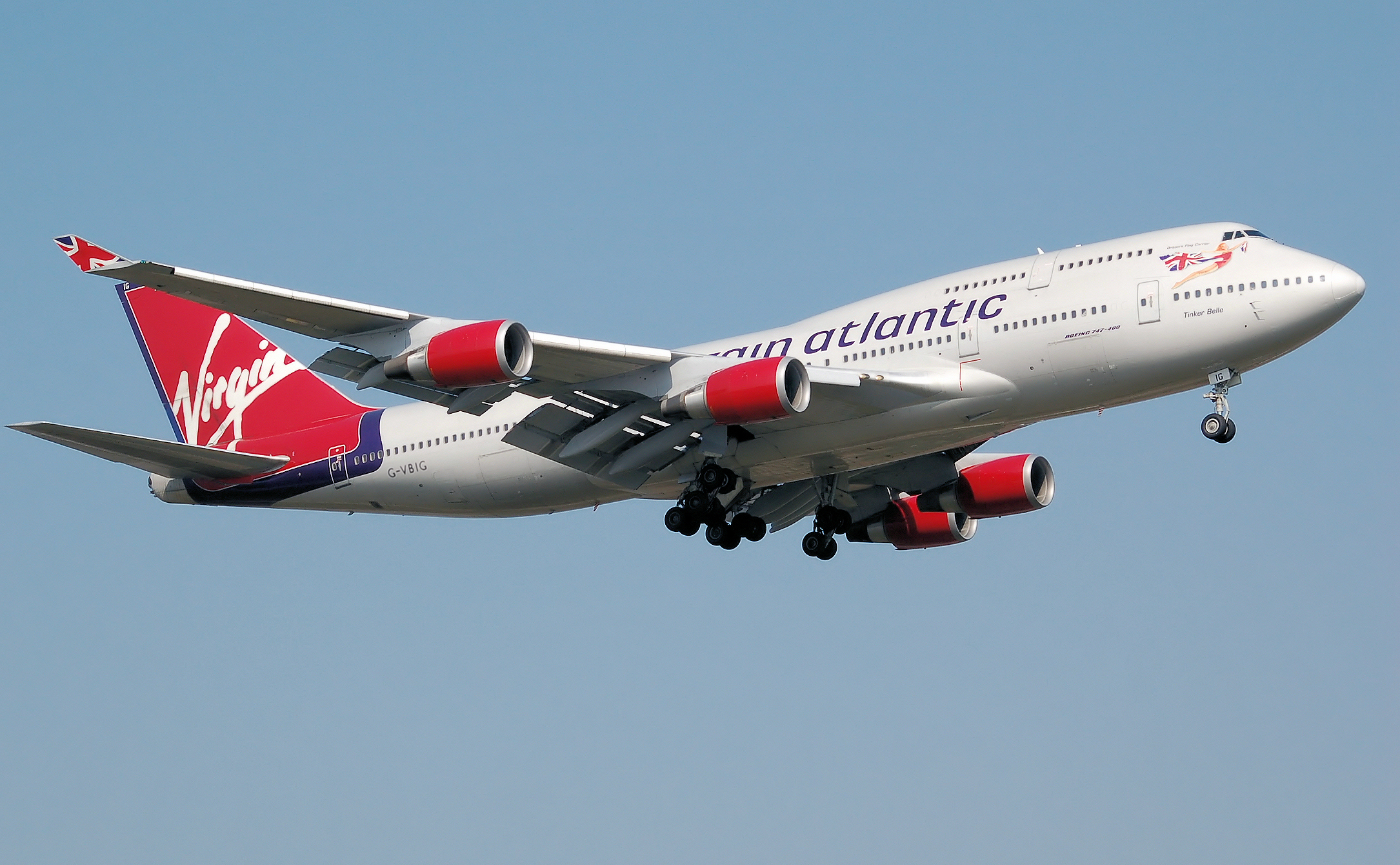
O gigantesco Boeing 747, o primeiro widebody da história da aviação.

A palavra inglesa Widebody (plural: widebodies) significa "corpo largo" em português. Um avião widebody é todo avião comercial que é produzido com três fileiras de assentos (com um par de fileiras de assentos próximas à janela e uma fileira no meio) e dois corredores. Aviões widebody foram criados para proporcionar conforto aos passageiros, e para facilitar o movimento de passageiros e tripulantes pela aeronave.
O primeiro widebody foi o gigantesco Boeing 747, apelidado de Jumbo, capaz de transportar mais de 500 passageiros em um único voo. Muitos duvidaram que esta aeronave alcançaria algum sucesso comercial quando lançado, e a Boeing passou por vários problemas econômicos durante o processo de desenvolvimento do 747. Lançado em 1968, o Boeing 747 foi o maior avião comercial do mundo até 2005, quando o Airbus A380 fez seu primeiro voo. O 747, rompendo todas as expectativas, tornou-se um grande sucesso comercial, servindo em rotas muito densas.
Na década de 1970, apareceram os primeiros trijatos comerciais, o DC-10 e o Lockheed L-1011, dois aviões comerciais intercontinentais, produzidos respectivamente pela McDonnell Douglas e pela Lockheed. Na década de 1980, um derivado do DC-10, o MD-11, de longo alcance, seria produzido.
O primeiro bi-jato widebody foi o Airbus A300, um avião comercial de média distância. A Boeing contra-atacou com o Boeing 757 - não-widebody, de médio alcance - e o Boeing 767, um widebody de longo alcance. O Boeing 767 revolucionou a aviação comercial - seu longo alcance, seus baixos custos operacionais e razoável capacidade de passageiros (196) permitiram voos regulares usando o menor número de aviões possível em rotas transatlânticas e rotas anteriormente impraticáveis por causa de altos custos operacionais e baixo número de passageiros. O Boeing 767 foi o responsável por popularizar as viagens transatlânticas - ao longo do final da década de 1980 e em toda a década de 1990, mais 767s cruzavam o Oceano Atlântico diariamente do que todos os outros aviões comerciais somados - e mesmo em tempos atuais, o Boeing 767 continua a ser a aeronave que mais cruza o Atlântico diariamente, apesar da crescente concorrência de aeronaves mais modernas e recentes.

#### Voos supersônicos

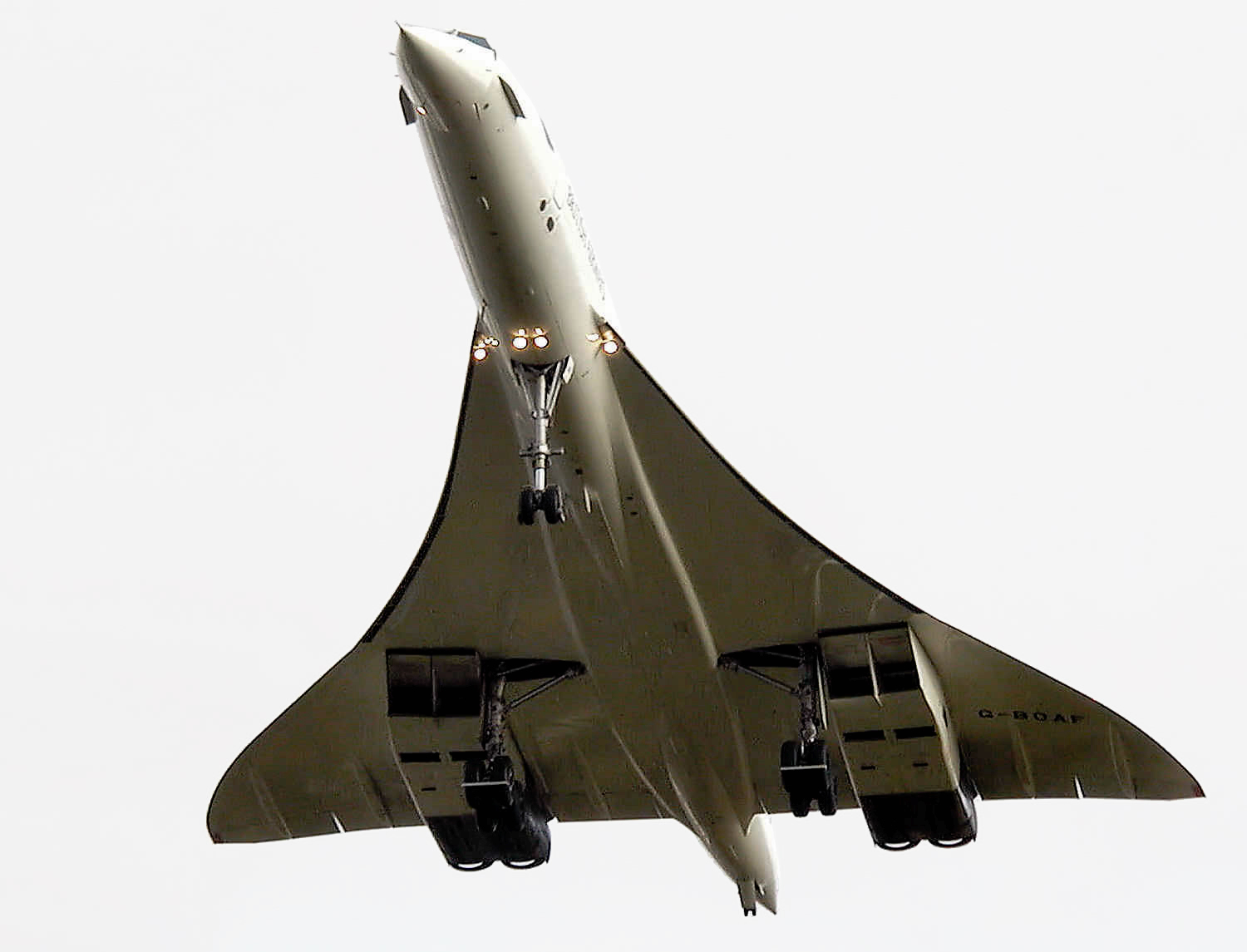
O Concorde, o segundo avião supersônico comercial do mundo, e também o único a ser utilizado com sucesso em rotas comerciais.

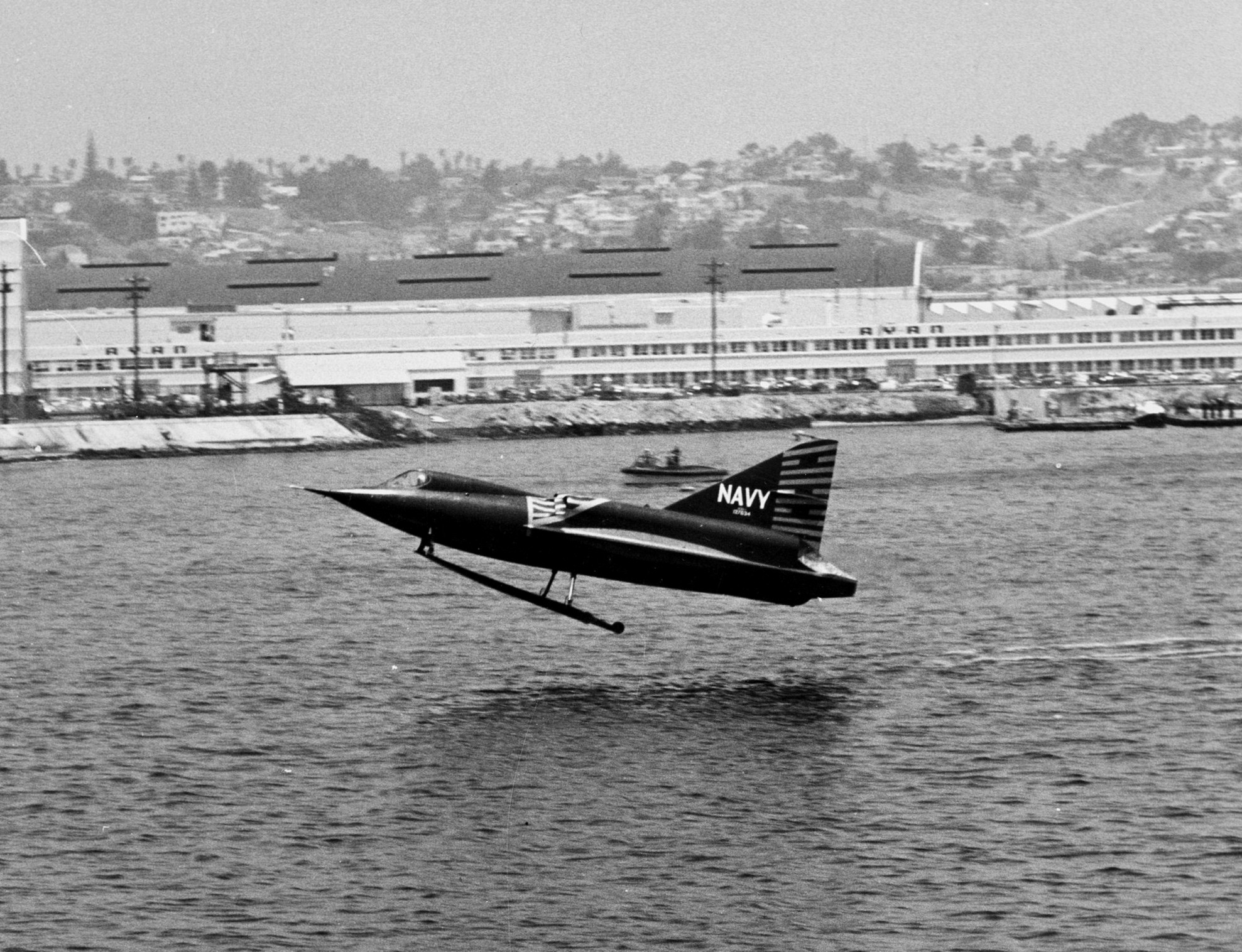
Convair F2Y Sea Dart.

Até o fim da segunda guerra mundial, a tecnologia necessária para a realização de voos supersônicos controlados ainda não estava disponível. Além disso, os aviões, até a década de 1940, ainda não eram suficientemente resistentes para conseguir suportar as fortes ondas de choque geradas em velocidades supersônicas. Ao nível do mar, a velocidade do som é de aproximadamente 1 225 km/h. A 15 mil metros de altitude, a velocidade do som é de apenas 1 050 km/h. De fato, alguns aviadores, na Segunda Guerra Mundial, ultrapassaram esta barreira (através de mergulhos aéreos, por exemplo), porém, com resultados catastróficos: as fortes ondas de choque geradas em velocidades supersônicas destruíam estas aeronaves, não projetadas para voos supersônicos.
Por volta de 1943, engenheiros americanos passaram a trabalhar em pequenos protótipos, pequenos aviões não-controlados. A maior preocupação destes especialistas em aviação era que tais aviões resistissem às ondas de choque criadas em velocidades supersônicas. Bons resultados nestes testes levaram à produção dos X-planes. O americano Charles Yeager tornou-se a primeira pessoa a ultrapassar a velocidade do som, em 14 de outubro de 1947, no Bell X-1.
O Convair F2Y Sea Dart (EUA, década de 1950), foi o único hidroavião na história da aviação que conseguiu superar a velocidade do som.
Em 1962, o North American X-15 tornou-se o primeiro avião a chegar à termosfera. O avião, pilotado pelo americano Robert White, ficou a uma altitude de 95 936 metros por cerca de dezesseis segundos, percorrendo neste período aproximadamente 80 quilômetros. Este foi o primeiro voo de um avião no espaço. Posteriormente, o X-15 chegaria aos 107 960 metros de altitude. O X-15 foi também a primeira aeronave hipersônica (5 vezes a velocidade do som), rompendo diversos recordes de velocidade, ultrapassando Mach 6 (seis vezes a velocidade do som) em diversos voos.
Os primeiros aviões supersônicos para uso civil foram criados no fim da década de 1960. O primeiro avião supersônico comercial do mundo foi o soviético Tupolev Tu-144, fez seu primeiro voo em 31 de dezembro de 1968. O Concorde, fabricado por um consórcio comercial franco-britânico, fez seu primeiro voo dois meses depois. O Tu-144 começou seus primeiros voos de passageiros em 1977, mas por causa de problemas operacionais parou de ser usado no ano seguinte. Já o Concorde começou seus primeiros voos comerciais em 21 de janeiro de 1976, servindo rotas transatlânticas. O Concorde e o Tu-144 são as únicas aeronaves supersônicas comerciais até hoje desenvolvidas.

#### Da Terra ao Espaço

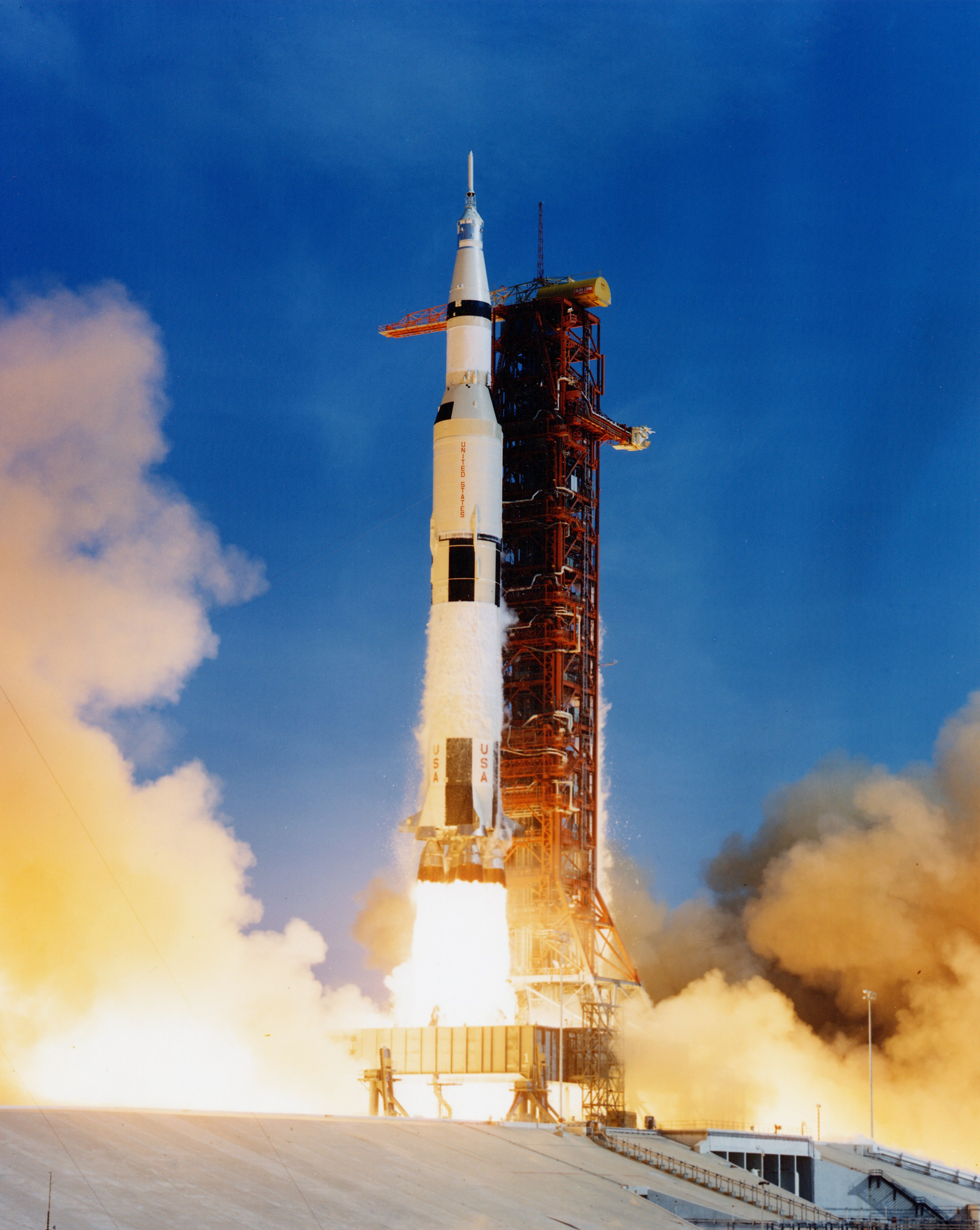
A Apollo 11 alça voo no Saturno V em sua missão de levar um homem à Lua.

Com a corrida espacial, um dos pontos marcantes da Guerra Fria - entre os Estados Unidos e a União Soviética) o céu parou literalmente de ser o limite, ao menos para voos controlados. Em 1957, o soviético Sputnik 1 tornou-se o primeiro satélite artificial a orbitar a Terra, e em 1961, Yuri Gagarin tornou-se a primeira pessoa a viajar no espaço. Ele orbitou uma vez a Terra, e ficou no espaço por cerca de 108 minutos. Os Estados Unidos responderam com o lançamento de Alan Shepard ao espaço. A corrida espacial levou ao clímax da aviação, a primeira missão espacial à Lua, as missões Apollo. Em 1969, como comandante da missão Apollo 11, Neil Armstrong tornou-se a primeira pessoa a pisar na Lua.

## 1990 - Tempos atuais

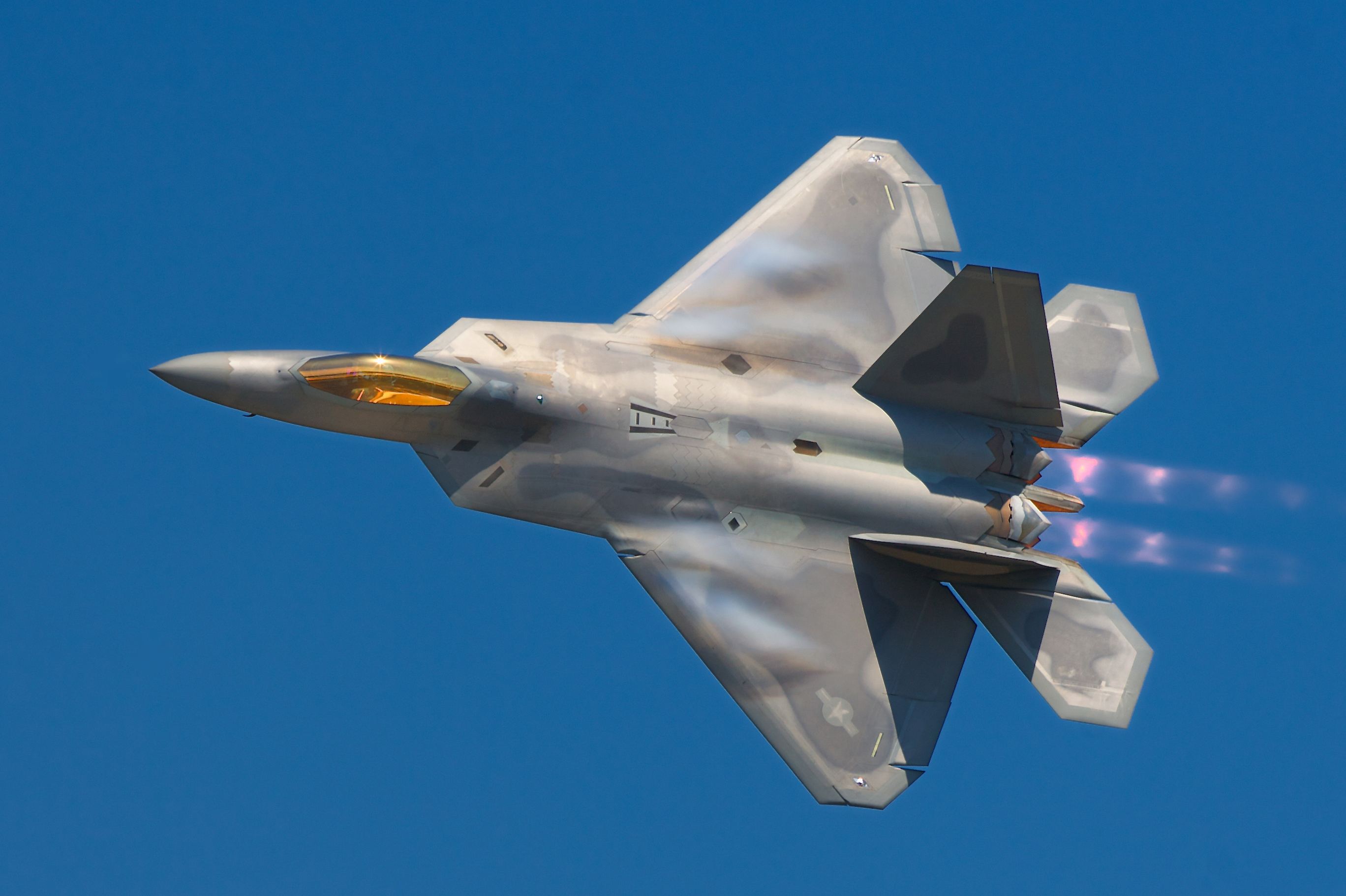
O caça F-22 Raptor teve seu primeiro voo em 1997.

Em 1994, o Boeing 777 fez seu primeiro voo. Foi o primeiro avião a ser totalmente desenhado e planejado com computadores. É atualmente o maior avião bijato do mundo. O Boeing 777 e o quadrijato Airbus A340 são atualmente os aviões de maior alcance operacional do mundo, podendo percorrer mais de 16 mil quilômetros em um único voo.
Desde a década de 1970, aviões da aviação comercial e aeroportos passaram a ser um dos alvos preferidos de ataques terroristas. O pior destes ataques ocorreu em 2001, quando quatro aviões 767, duas da American Airlines e duas da United Airlines, foram utilizados nos Ataques de 11 de Setembro. Como uma consequência direta dos Ataques de 11 de Setembro, o número de pessoas viajando em aviões diminuiu bastante na maioria das linhas aéreas. Muitas delas enfrentaram grandes dificuldades financeiras nos anos que se seguiram. Os efeitos do ataque, apesar de minimizados, ainda persistem em várias linhas aéreas. O resultado da ameaça do terrorismo é a crescente tomada de medidas de segurança em aeroportos em geral.
Desde o início do século XXI, a aviação subsônica tem-se focalizado em tentar substituir o piloto por aeronaves controladas a distância ou mesmo por computadores. Em abril de 2001, um Global Hawk, um avião não-tripulado, voou de Edwards AFB nos Estados Unidos até a Austrália, sem escalas e sem reabastecimento. O voo tomou 23 horas e 23 minutos, e é o voo ponto-a-ponto mais longo já realizada por um veículo aéreo não tripulado. Em outubro de 2003, o primeiro voo totalmente autônomo sobre o Oceano Atlântico por uma aeronave controlada por computadores foi realizado.

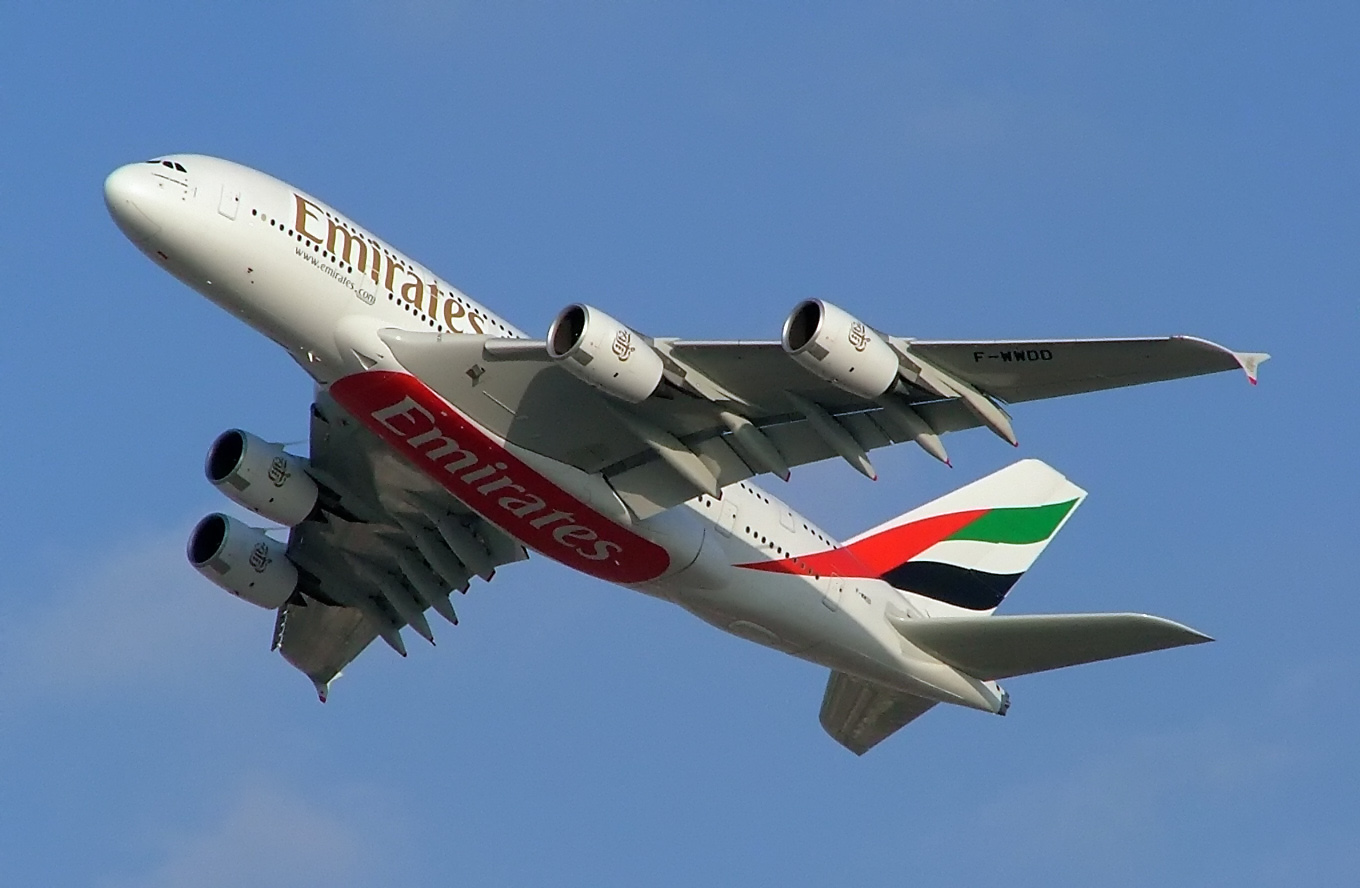
O Airbus A380, atualmente o maior avião comercial de passageiros do mundo.

Um dos Concordes da Air France(F-BTSC) sofreu um acidente em 25 de julho de 2000, onde um pneu estourou e seus restos foram aspirados pela turbina (o que causou um incêndio), fazendo o avião cair e chocar-se com um hotel, logo após sua decolagem em Gonesse, França. Até então o avião era considerado o avião comercial mais seguro do mundo. Passou por um processo de modernização até 2001, mas por causa de baixo número de passageiros e altos custos operacionais, parou de ser usado em voos comerciais em 24 de outubro de 2003. Atualmente, nenhum avião supersônico opera em voos comerciais.
O primeiro voo de um motoplanador em volta do mundo ocorreu em 2001. Foi realizado num AMT-100 Ximango de fabricação brasileira, pilotado pelo suíço-brasileiro Gérard Moss.
Em 2005, o Airbus A380 fez seu primeiro voo. É atualmente o maior avião comercial de passageiros do mundo, superando o Boeing 747, que havia detido o recorde por 35 anos. O Antonov An-225, de fabricação soviética, é o maior avião do mundo desde o seu primeiro voo, realizado em 21 de dezembro de 1988.
O transporte aéreo vem preocupando-se cada vez mais com a redução da poluição (sonora e atmosférica) além da contenção nos custos de operação. Nas primeiras décadas do século XXI, a eletrificação da propulsão aeronáutica (com motores elétricos acionados por baterias ou células de combustível, uso de biocombustíveis, hidrogênio, motorização híbrida, etc.) surge como possível solução para tais questões. A indústria aeronáutica passou a dar atenção ao desenvolvimento do avião elétrico e da aeronave híbrida elétrica.

## O futuro
Desde o começo da década de 1990, a aviação comercial passou a desenvolver tecnologias que tornaram o avião cada vez mais automatizado, assim reduzindo gradativamente a importância do piloto na operação da aeronave, visando a diminuir os acidentes aéreos causados por falha humana enquanto aeronaves controladas a distância ou por computadores não sejam criadas. Os fabricantes de aviões comerciais continuam a pesquisar maneiras de melhorar os aviões, tornando-os cada vez mais seguros, eficientes e silenciosos. Ao mesmo tempo, pilotos, controladores de espaço aéreo e mecânicos passaram a ser cada vez mais bem-treinados, e aeronaves são cada vez mais vistoriadas, para evitar acidentes causados por falha humana ou mecânica.
O Reusable Launch Vehicle (RLV) - Nave Espacial Reutilizável, em português - é um avião espacial equipado com foguetes. Tais aeronaves decolariam e pousariam como aviões, em longas pistas de aterrissagem. Porém, equipadas com foguetes reutilizáveis, teriam a capacidade de gerar empuxo suficiente para alcançar o espaço, e orbitar a Terra. Estas aeronaves ainda não existem. Porém, cogita-se que RLVs no futuro serão aeronaves que poderão ser usadas para viagens espaciais, de baixo custo e de alta segurança.
Apesar dos crescentes problemas enfrentados pela aviação em geral, acredita-se que o século XXI será um século de avanços para a aviação. Aviões e foguetes oferecem capacidades únicas em termos de velocidade e de capacidade de passageiros e de carga que não devem ser subestimados. Na medida em que pessoas possuem a necessidade de locomover-se de um ponto a outro rapidamente, a aviação será sempre necessária.
Vários países já tem Drones/UAV (veículo aéreo não tripulado) em operação, e estima-se que futuramente o uso de pilotos será diminuído, sendo substituídos pelo controle remoto ou por computadores.

## Piores acidentes aéreos da História
Veja a lista dos piores acidentes aéreos (em função do número de mortos e feridos) já ocorridos em todo o mundo.
| Rank | Local do acidente aéreo               | Companhias aéreas envolvidas                   | Núméro de mortos | Data do acidente        | Explicações | Na Wikipédia                                     |
| ---- | ------------------------------------- | ---------------------------------------------- | ---------------- | ----------------------- | --- | ------------------------------------------------ |
| 1    | Ilhas Canárias                        | - Pan American - KLM                           | 583              | 27 de março de 1977     | Um erro dos controladores associado à neblina levou dois aviões para a mesma pista, enquanto um decolava (KLM) o outro taxiava (PanAm). Todos os ocupantes do KLM (Boeing 747 Jumbo Jet) e a maioria dos ocupantes do PanAm (Boeing 747 Jumbo Jet) morreram. | Ver artigo principal: Desastre aéreo de Tenerife |
| 2    | Monte Takamagahara                    | - JAL                                          | 520              | 12 de agosto de 1985    | Um Boeing 747 da companhia japonesa fazia a linha Tóquio-Osaka perdeu a cauda em pleno voo e caiu em uma região montanhosa de difícil acesso. Apenas quatro pessoas sobreviveram                                                                             | Ver artigo principal: Voo Japan Airlines 123     |
| 3    | Nova Déli                             | - Saudi Arabian Airlines - Kazakhstan Airlines | 349              | 12 de novembro de 1996  | O piloto do avião do Casaquistão não compreendeu as instruções em inglês da torre de comando e se chocou no ar um avião saudita que decolava | Ver artigo principal: Voo Saudia 763             |
| 4    | Ermoneville                           | - Turkish Airlines                             | 346              | 3 de março de 1974      | Uma aeronave que fazia a rota Ancara-Londres, via Paris, caiu em uma floresta no norte da França. Entre os mortos 200 britânicos que haviam sido transferidos para o voo por causa da greve dos aeroportos londrinos                                         | Ver artigo principal: Voo Turkish Airlines 981   |
| 5    | Costa da Irlanda                      | - Air India                                    | 329              | 23 de junho de 1985     | Uma bomba explodiu no Boeing 747 matando todos os tripulantes e passageiros, a suspeita é de atentado terrorista. | Ver artigo principal: Voo Air India 182          |
| 6    | Riyadh                                | - Saudi Arabian Airlines                       | 301              | 19 de agosto de 1980    | O avião da principal companhia saudita embateu no chão durante o pouso. Como todas as saídas de emergência estavam obstruídas, ninguém conseguiu deixar a aeronave                                                                                           | Ver artigo principal: Voo Saudia 163             |
| 7    | Águas Internacionais no Golfo Pérsico | - Iran Air                                     | 290              | 3 de julho de 1988      | Um míssil disparado por um navio de guerra dos EUA derrubou Airbus A-300. A investigação norte-americana apontou que um militar confundiu o avião de passageiros com um caça                                                                                 | Ver artigo principal: Voo Iran Air 655           |
| 8    | Shahdad                               | - Guarda Revolucionária do Irã                 | 275              | 19 de fevereiro de 2003 | Um avião militar iraniano caiu em uma região de montanhas a poucos quilômetros do destino. Militares de alta patente do país morreram na queda. | N.D.                                             |
| 9    | Chicago                               | - American Airlines                            | 273              | 25 de maio de 1979      | Um problema em um dos motores fez o avião cair logo após decolar do aeroporto O'Hare. Foi o pior acidente em solo dos EUA. | Ver artigo principal: Voo American Airlines 191  |
| 10   | Lockerbie                             | - Pan American                                 | 270              | 21 de dezembro de 1988  | Uma bomba explodiu em um voo de Londres para Nova Iorque sobre a cidade escocesa de Lockerbie. Todos os passageiros e 11 pessoas em terra morreram. | Ver artigo principal: Atentado de Lockerbie      |
| 11   | Korsakov                              | - Korean Airlines                              | 269              | 1° de setembro de 1983  | Um Boeing B747, com 269 pessoas a bordo, foi alvejado em pleno voo por um avião de caça russo e caiu no mar que circunda a região de Korsakov, ex-URSS. Ninguém sobreviveu.                                                                                  | Ver artigo principal: Voo KAL 007                |
| 12   | Nagoya                                | - China Airlines                               | 264              | 26 de abril de 1994     | Queda de um Airbus A300B4-622R durante a aproximação para pouso no aeroporto de Nagoya-Komaki, mata todos os passageiros. | N.D.                                             |
| 13   | Jeddah                                | - Nigeria Airways                              | 261              | 11 de julho de 1991     | Logo após a decolagem, um incêndio no trem de pouso de um avião Douglas DC-8-61 da espalhou-se pelo sistema elétrico da aeronave, causando sua queda | N.D.                                             |
| 14   | Antártida                             | - Air New Zealand                              | 257              | 28 de novembro de 1979  | Problemas no controle de altura causam a queda do avião Douglas DC-10-30 da na parte baixa do Monte Erebus, sul da Antártica, durante uma tempestade de neve.                                                                                                | Ver artigo principal: Voo Air New Zealand 901    |
| 15   | Gander                                | - Arrow Air                                    | 256              | 12 de dezembro de 1985  | Problemas durante a decolagem causam a queda um avião Douglas DC-8-63 no Canadá. Todas as pessoas a bordo da aeronave morreram. | Ver artigo principal: Voo Arrow Air 1285         |

## Piores Acidentes Aéreos do Brasil
Veja lista dos piores acidentes aéreos (em função do número de mortos) já ocorridos com voos de companhias aéreas brasileiras e/ou território nacional.
| Rank | Local do acidente aéreo               | Companhias aéreas envolvidas                           | Número de mortos | Número de sobreviventes | Data do acidente       | Explicações | Na Wikipédia                                          |
| ---- | ------------------------------------- | ------------------------------------------------------ | ---------------- | ----------------------- | ---------------------- | --- | ----------------------------------------------------- |
| 1    | Águas Internacionais no Atlântico Sul | - Air France                                           | 228              | 0                       | 31 de maio de 2009     | O congelamento dos tubos de pitot da aeronave que media a velocidade, a altitude e a razão de subida e descida, fez o piloto automático desligar. Nenhum dos três co-pilotos sabiam operar a aeronave em tais condições. O avião caiu no Oceano Atlântico matando todos a bordo. | Ver artigo principal: Voo Air France 447              |
| 2    | São Paulo                             | - TAM                                                  | 199              | 0                       | 17 de julho de 2007    | O Airbus A320 da TAM, voo 3054, vindo de Porto Alegre, não conseguiu pousar no aeroporto de Congonhas, em São Paulo, atravessou a pista e colidiu contra um hangar da própria companhia área. Morreram no acidente as 187 pessoas a bordo da aeronave e outras 12 que estavam no edifício atingido. | Ver artigo principal: Voo TAM 3054                    |
| 3    | Mato Grosso                           | - Gol                                                  | 154              | 0                       | 29 de setembro de 2006 | O Boeing B737-800 da Gol, voo 1907, saiu de Manaus (AM) rumo a Brasília. Um jato Legacy, da Embraer com tripulação americana voava, em altitude equivocada e com instrumentos anticolisão desligados, em sentido contrário. Colidiram e o Boeing caiu na Serra do Cachimbo, no Mato Grosso. Todos os 154 ocupantes morreram. O Legacy pousou com avarias sem perdas humanas em uma base aérea da região. | Ver artigo principal: Voo Gol 1907                    |
| 4    | Ceará                                 | - Vasp                                                 | 137              | 0                       | 8 de junho de 1982     | Um voo proveniente de São Paulo mudou de altitude antes do previsto, com o consentimento da torre de controle, chocando-se com a Serra da Aratanha, no Ceará. | Ver artigo principal: Voo VASP 168                    |
| 5    | Paris                                 | - Varig                                                | 123              | 11                      | 11 de julho de 1973    | Uma ponta de cigarro causou um incêndio no avião pouco antes de ele pousar no Aeroporto de Orly, em Paris. Praticamente todos os passageiros morreram intoxicados com a fumaça. O piloto conseguiu pousar a aeronave em um campo de cebolas, impedindo que o avião caísse no subúrbio parisiense | Ver artigo principal: Voo Varig RG-820                |
| 6    | São Paulo                             | - TAM                                                  | 99               | 0                       | 31 de outubro de 1996  | Após apresentar problemas no reverso, um Fokker 100 da TAM, que saiu de São Paulo e tinha como destino o Rio Janeiro, caiu sobre casas na região do Jabaquara, zona sul paulista. Morreram os 96 ocupantes e mais três pessoas em terra | Ver artigo principal: Voo TAM 402                     |
| 7    | Rio de Janeiro                        | - Real Transportes Aéreos - Marinha dos Estados Unidos | 67               | 3                       | Fevereiro de 1960      | Um DC-3 da Real Transportes Aéreos que fazia entre Vitória e o Rio de Janeiro chegava ao destino com 26 pessoas a bordo chocou-se em voo contra um voo da marinha americana, quando sobrevoavam o aeroporto Santos Dumont. O DC-6 era proveniente de Buenos Aires, trazia a bordo 38 pessoas, entre elas 19 músicos que se apresentariam para o Presidente Eisenhower em visita ao Brasil.               | N.D.                                                  |
| 8    | Santa Catarina                        | - Transbrasil                                          | 55               | 3                       | 2 de abril de 1980     | Depois de tentar desviar de uma tempestade, o avião foi atingido por uma corrente de ar e acabou batendo no Morro da Virgínia perto de Florianópolis. Até hoje as circusntâncias da queda não estão muito bem explicadas | Ver artigo principal: Voo Transbrasil 303             |
| 9    | Rio de Janeiro                        | - Real Transportes Aéreos                              | 53               | 0                       | 24 de junho de 1960    | Fazendo o trajeto entre Belo Horizonte e o Rio de Janeiro o avião caiu misteriosamente na Baía de Guanabara enquanto fazia os procedimentos de pouso no Aeroporto Santos Dumont no Rio. | Ver artigo principal: Voo REAL Transportes Aéreos 435 |
| 10   | Pernambuco                            | - Panair do Brasil                                     | 45               | 43                      | 1 de novembro de 1961  | O Douglas DC-7C da Panair do Brasil prefixo PP-PDO voando da Ilha do Sal, em Cabo Verde para o Recife, colidiu com um morro de 84m de altura, a 2,7 km da cabeceira da pista e partiu-se. A aeronave fazia uma aproximação noturna abaixo da altura regular e fora do padrão de tráfego. De um total de 88 passageiros e tripulação, 45 morreram.                                                        | N.D.                                                  |